# Палермо
Пале́рмо (італ. Palermo; сиц. Palermu) — місто та муніципалітет в Італії, у регіоні Сицилія, столиця провінції Палермо. Палермо розташоване на відстані близько 430 км на південь від Рима. Населення  — 678 492 особи (2014). Щорічний фестиваль відбувається 15 липня. Покровитель  — Розалія Палермська.

## Назва
- Панормо (лат. Panormo) — назва римської доби.
- фінік.

## Історія
Палермо засноване в VIII ст. до н. е. фінікійськими мореплавцями та торговцями. Залишалося фінікійським містом до Першої Пунічної війни.
Після війни — під владою Риму. Після занепаду Західної Римської імперії місто переходить до Східної Римської (Візантійської) імперії, згодом — до арабів.
У 1060 місто зазнало нападу норманів. Згодом місто переходить під вплив Священної Римської імперії.

## Демографія
Населення за роками:

Станом на 1 січня 2023 року в муніципалітеті офіційно проживало 24 749 іноземців з 139 країн, серед них 3437 громадян країн Євросоюзу та 248 громадян України.

## Клімат
| PALERMO               | Місяці | Місяці | Місяці | Місяці | Місяці | Місяці | Місяці | Місяці | Місяці | Місяці | Місяці | Місяці | Пора | Пора  | Пора | Пора  | Рік   |
| PALERMO               | Січ    | Лют    | Бер    | Кві    | Тра    | Чер    | Лип    | Сер    | Вер    | Жов    | Лис    | Гру    | Зим  | Вес   | Літ  | Осі   | Рік   |
| --------------------- | ------ | ------ | ------ | ------ | ------ | ------ | ------ | ------ | ------ | ------ | ------ | ------ | ---- | ----- | ---- | ----- | ----- |
| Темп. макс. (°C)      | 14.8   | 15.1   | 16.1   | 18.4   | 21.8   | 25.1   | 28.3   | 28.8   | 26.6   | 22.9   | 19.3   | 16.0   | 15.3 | 18.8  | 27.4 | 22.9  | 21.1  |
| Темп. мін. (°C)       | 10.2   | 10.1   | 10.9   | 12.9   | 16.0   | 19.7   | 22.9   | 23.6   | 21.5   | 17.8   | 14.3   | 11.5   | 10.6 | 13.3  | 22.1 | 17.9  | 16    |
| Опади (мм)            | 71.6   | 65.4   | 59.5   | 44.1   | 25.5   | 12.2   | 5.1    | 13.3   | 41.5   | 98.0   | 94.3   | 80.0   | 217  | 129.1 | 30.6 | 233.8 | 610.5 |
| Дні опадів (≥ 1 мм)   | 10     | 10     | 9      | 6      | 3      | 2      | 1      | 2      | 4      | 8      | 9      | 11     | 31   | 18    | 5    | 21    | 75    |
| Вологість повітря (%) | 73     | 72     | 72     | 72     | 72     | 71     | 69     | 71     | 72     | 71     | 70     | 73     | 72.7 | 72    | 70.3 | 71    | 71.5  |
| Роза вітрів (Вузлів)  | S 6.2  | S 6.3  | S 5.9  | W 5.6  | NE 4.8 | NE 4.5 | NE 4.4 | NE 4.5 | NE 4.6 | S 5.0  | S 6.0  | S 6.4  | 6.3  | 5.4   | 4.5  | 5.2   | 5.4   |

## Сусідні муніципалітети
- Альтофонте
- Багерія
- Бельмонте-Меццаньо
- Фікарацці
- Ізола-делле-Фемміне
- Мізільмері
- Монреале
- Торретта
- Віллабате

## Галерея

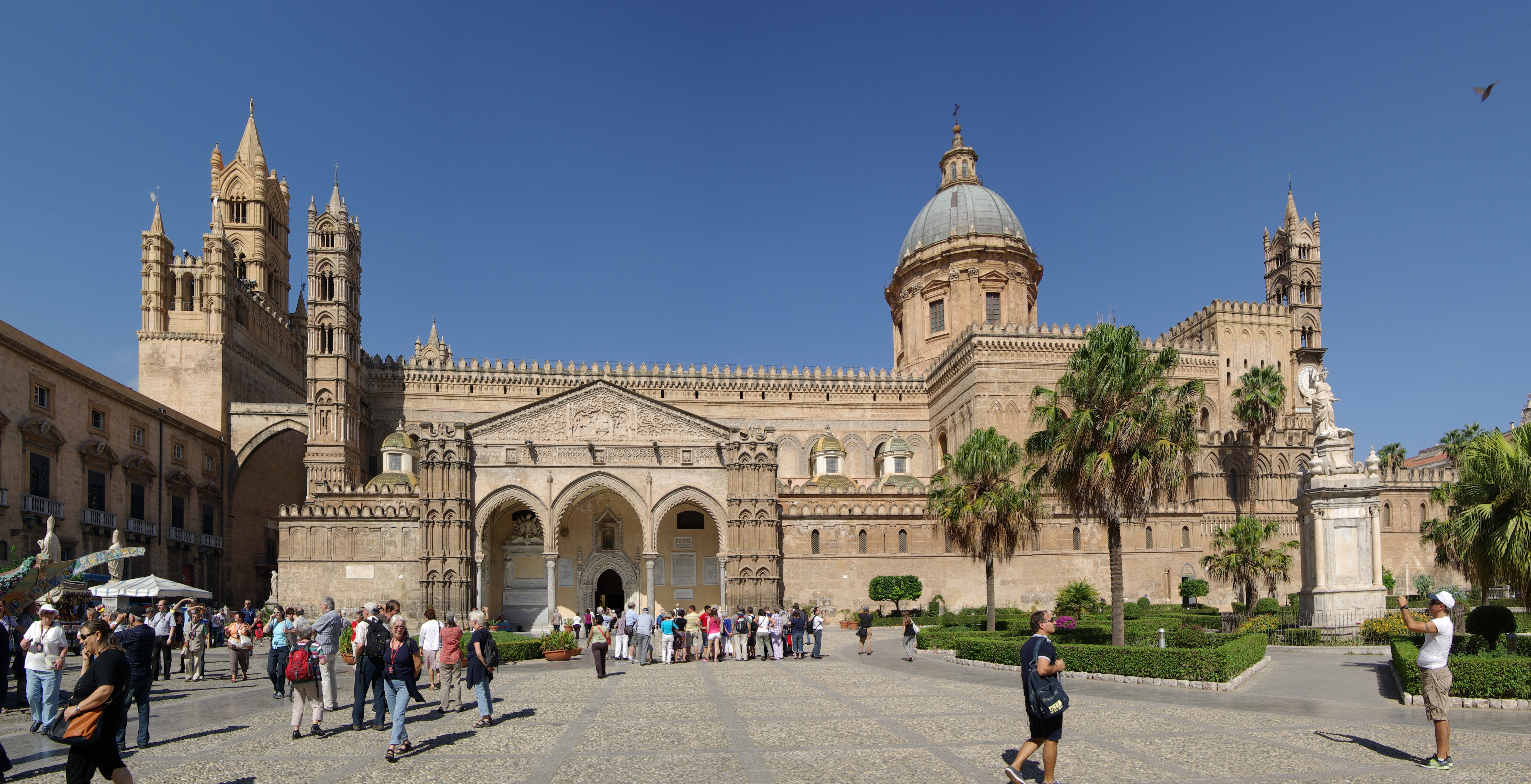
Катедральний собор у Палермо
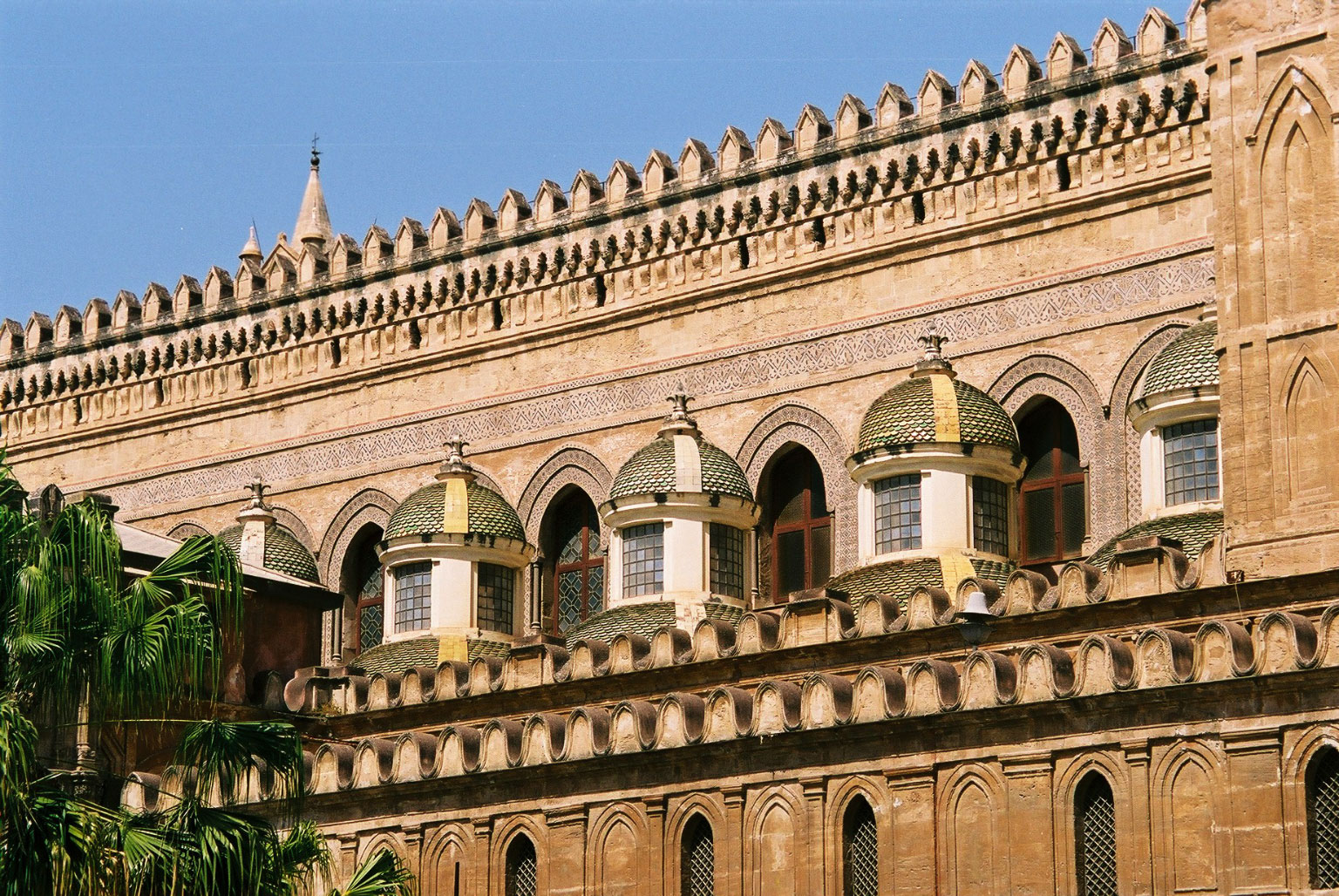
Катедральний собор
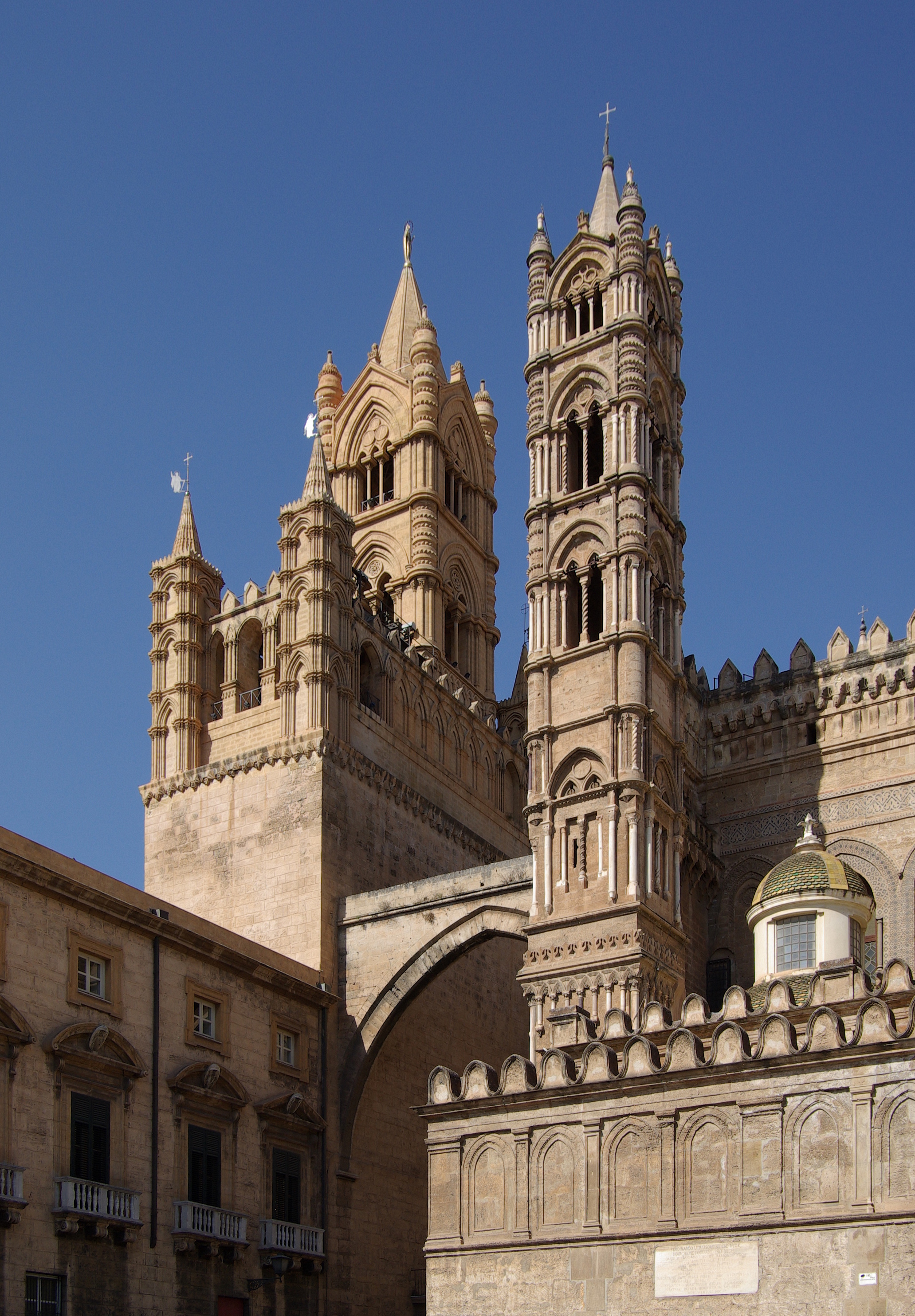
Вежі катедрального собору
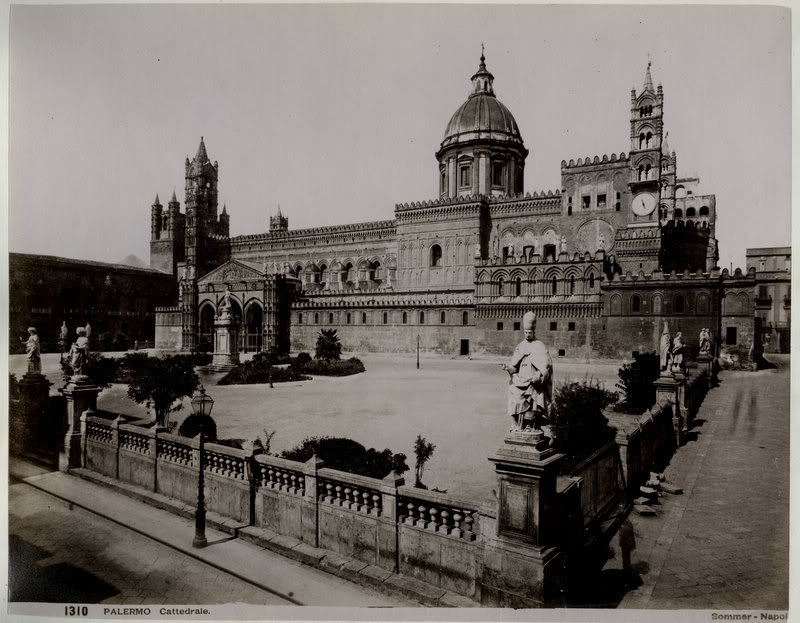
Катедральний собор на старому фото
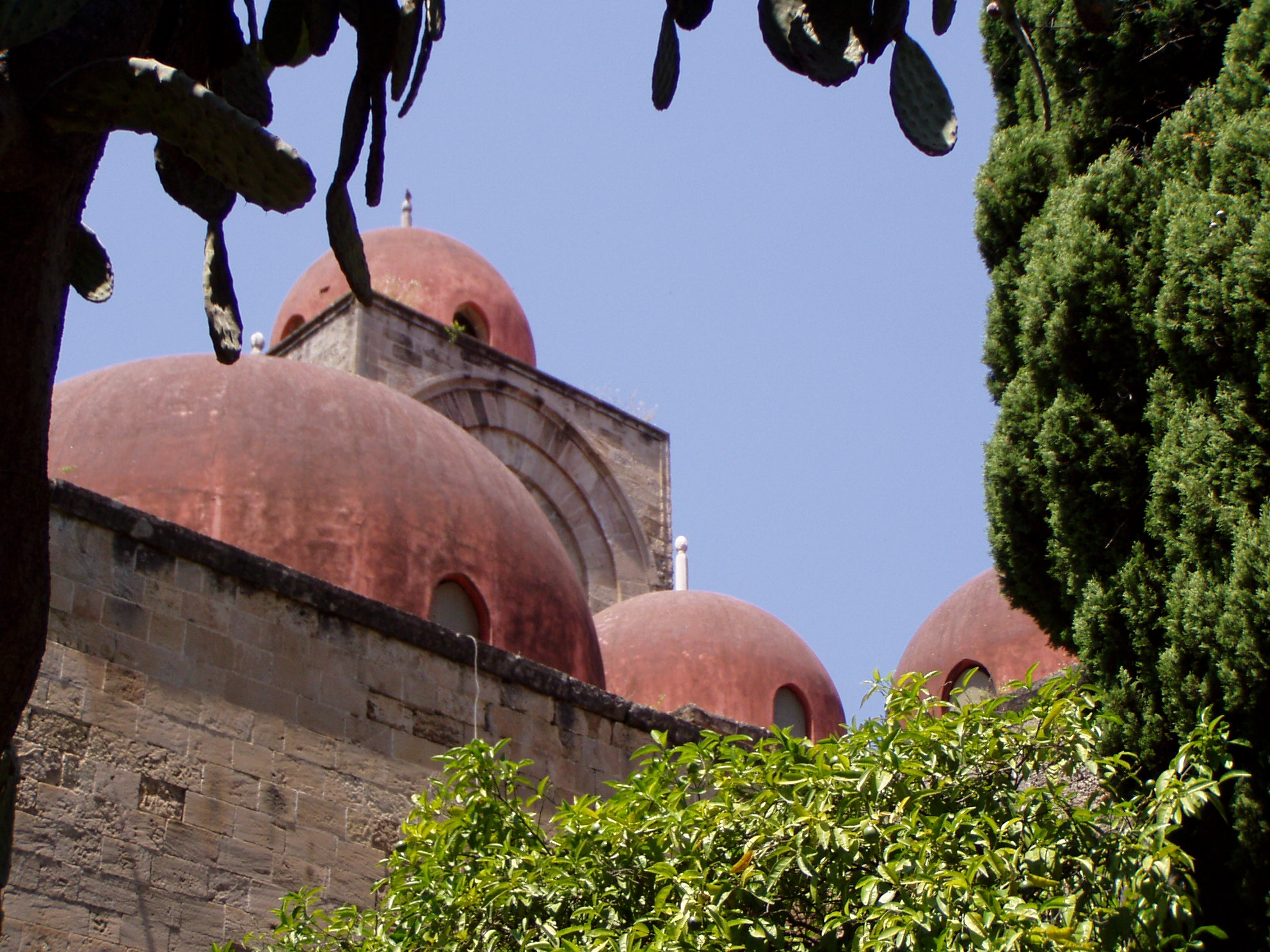
Церква Сан Джованні дельї Ереміті
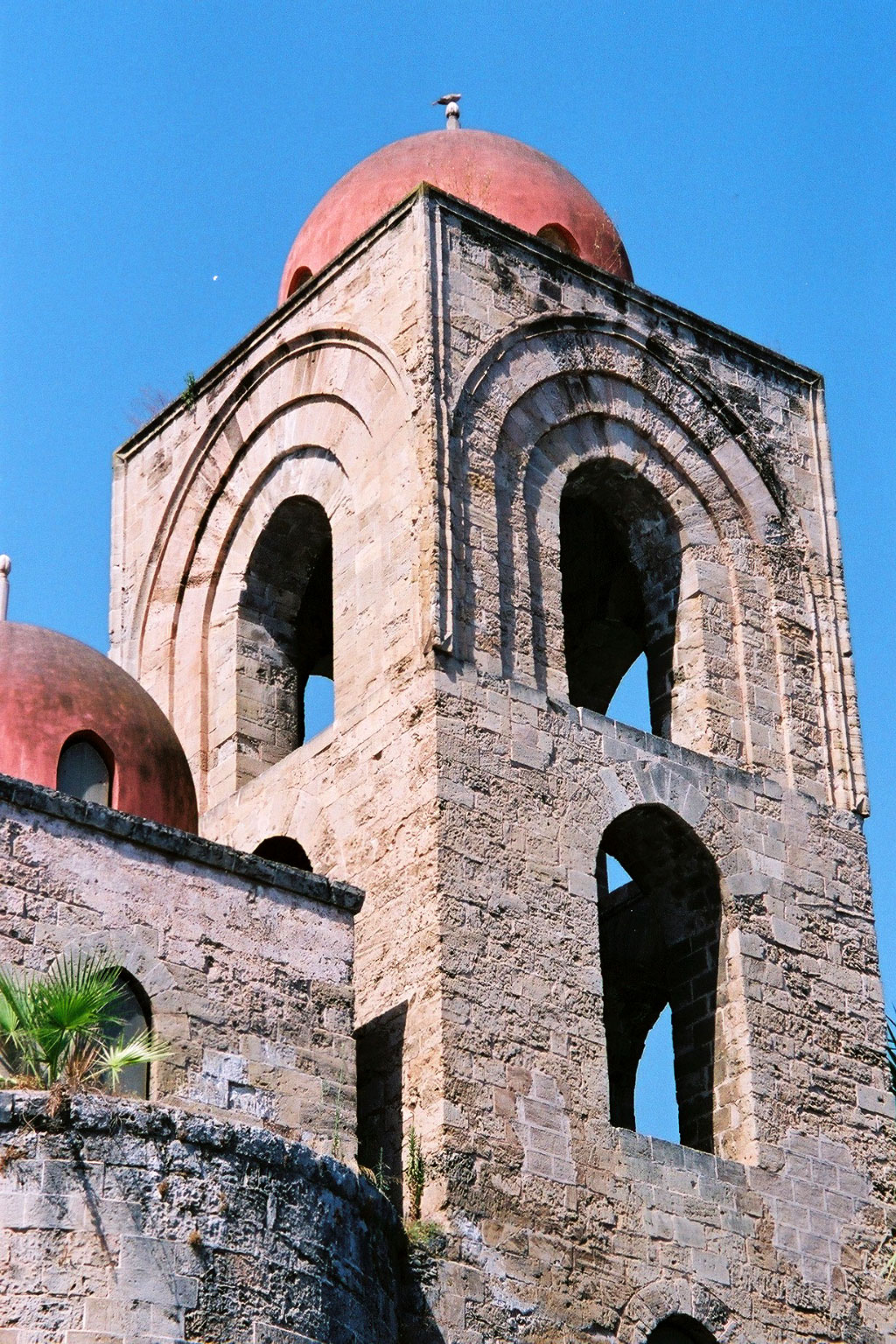
Церква Сан Джованні дельї Ереміті, дзвіниця
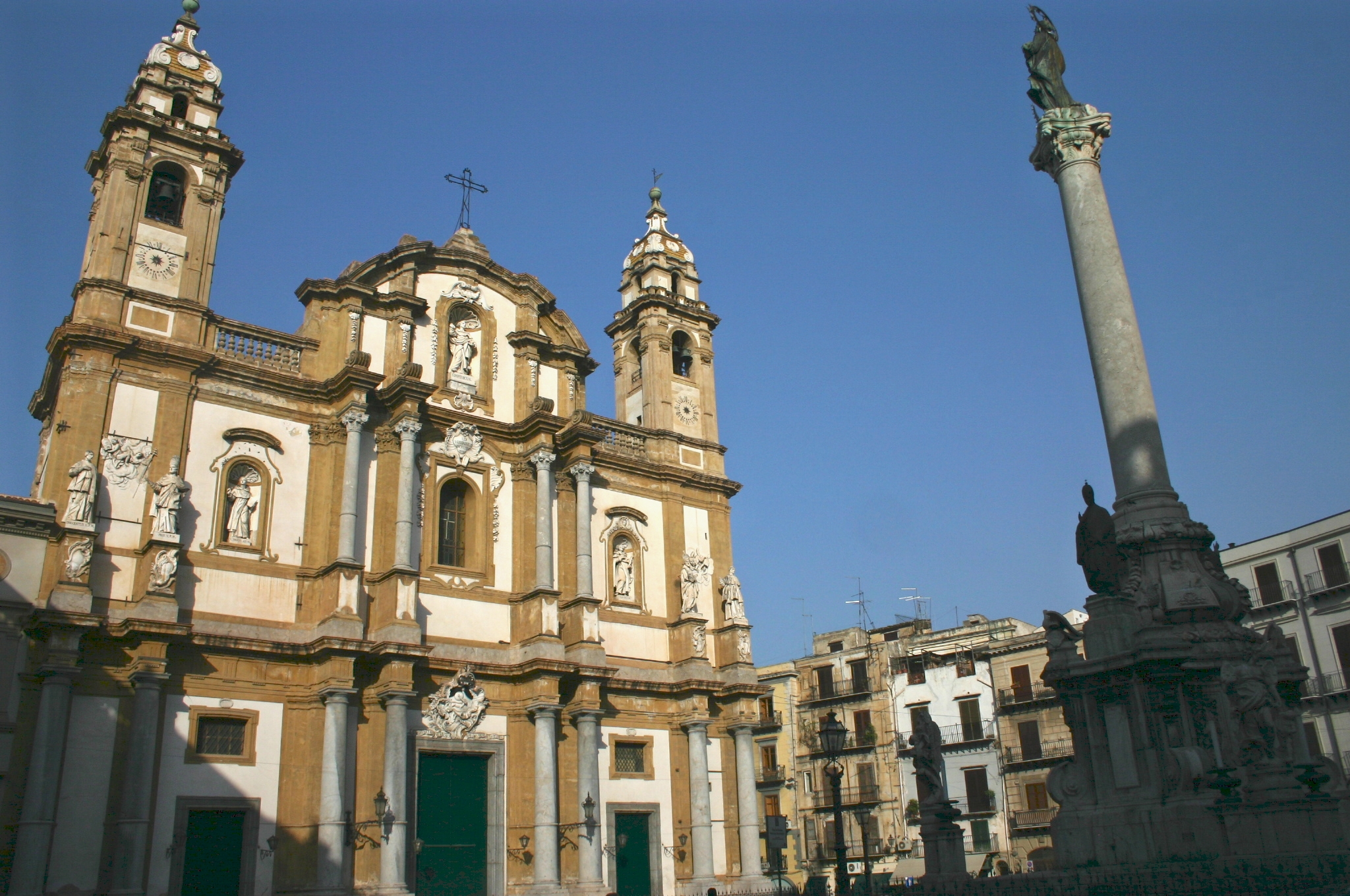
Церква Сан Доменіко у Палермо
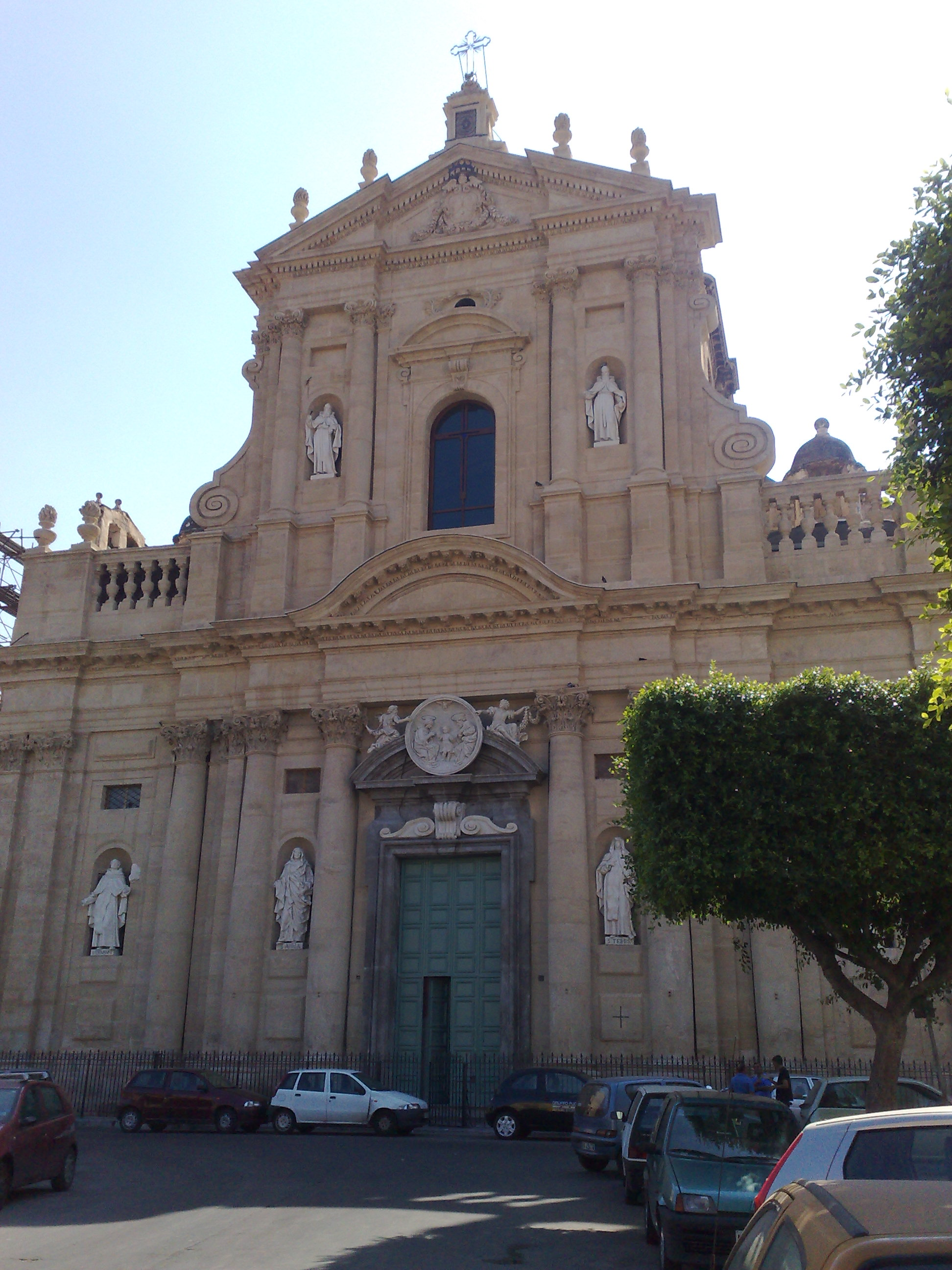
Церква Санта Тереза алла Кальза
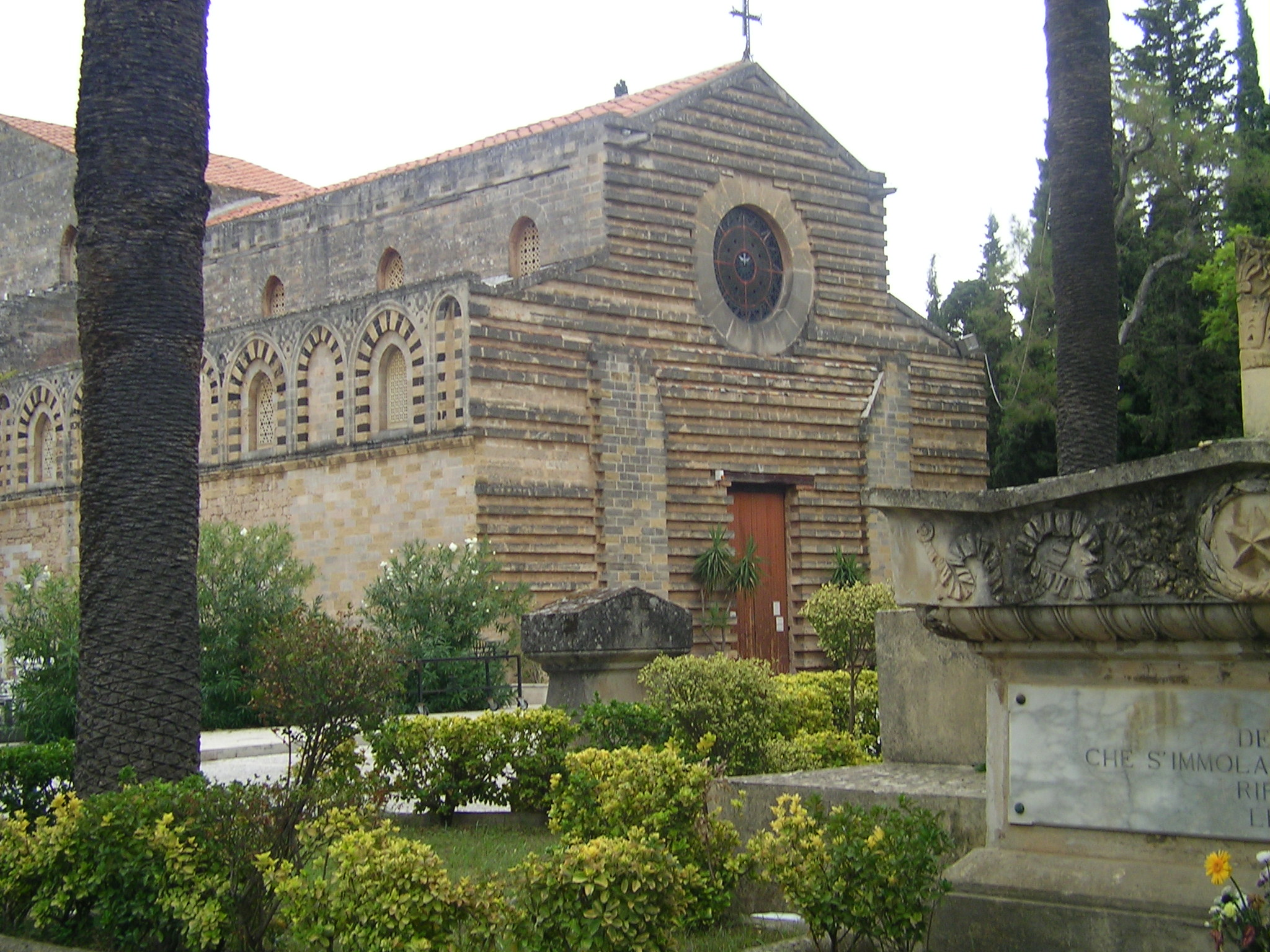
Церква Св. Духа у Палермо
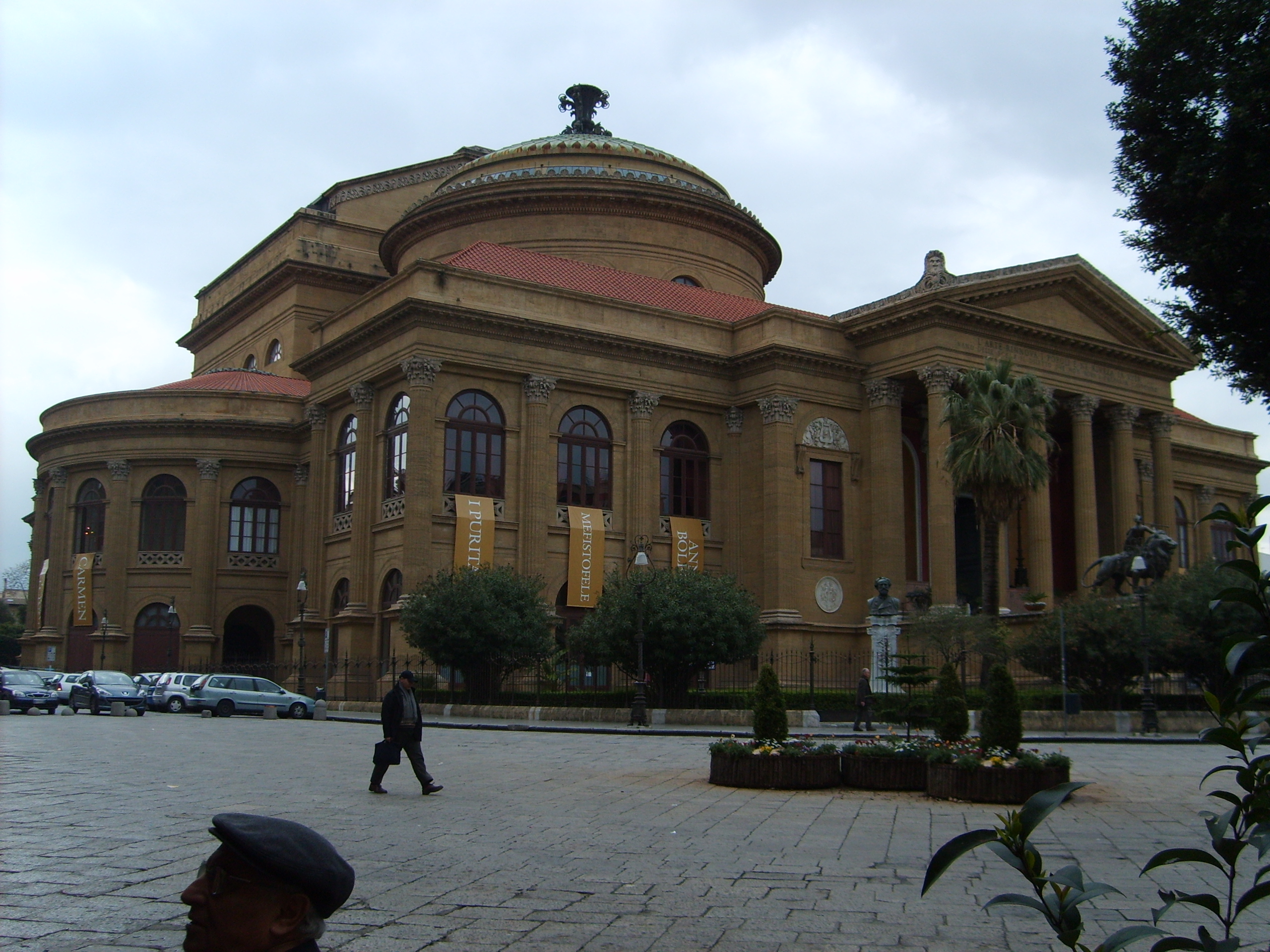
Театро Массімо
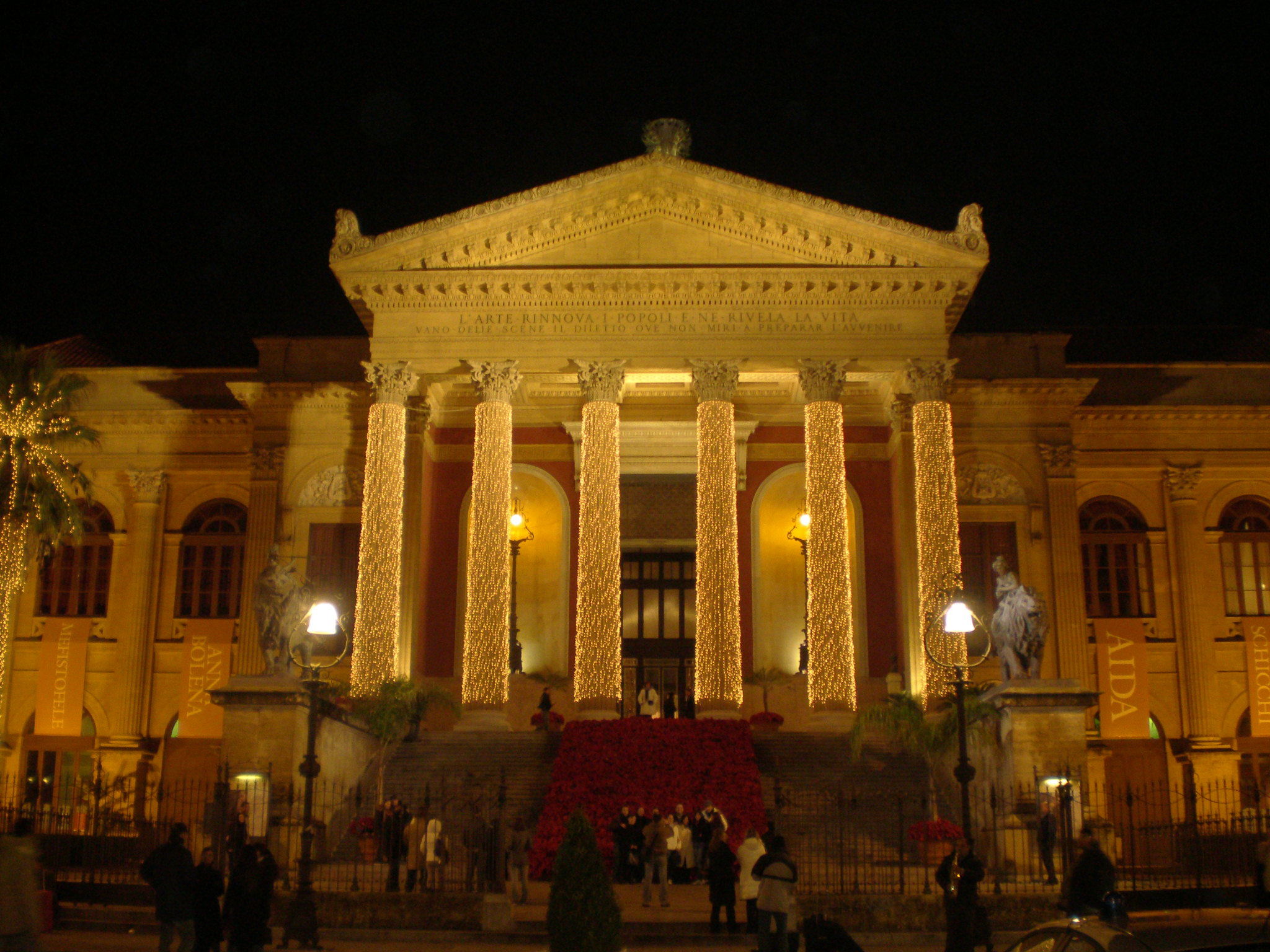
Театро Массімо, нічне освітлення
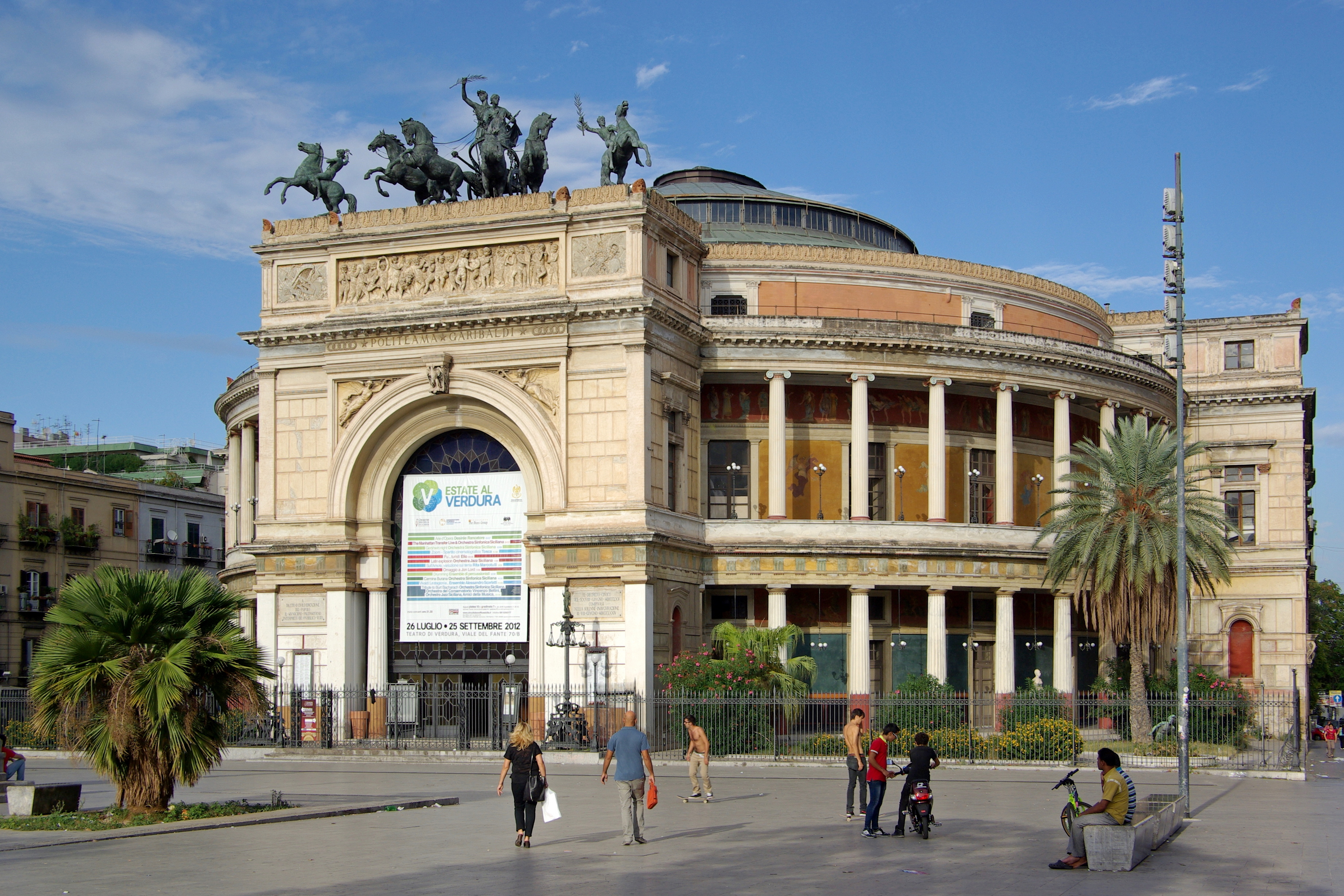
Театр Політеама
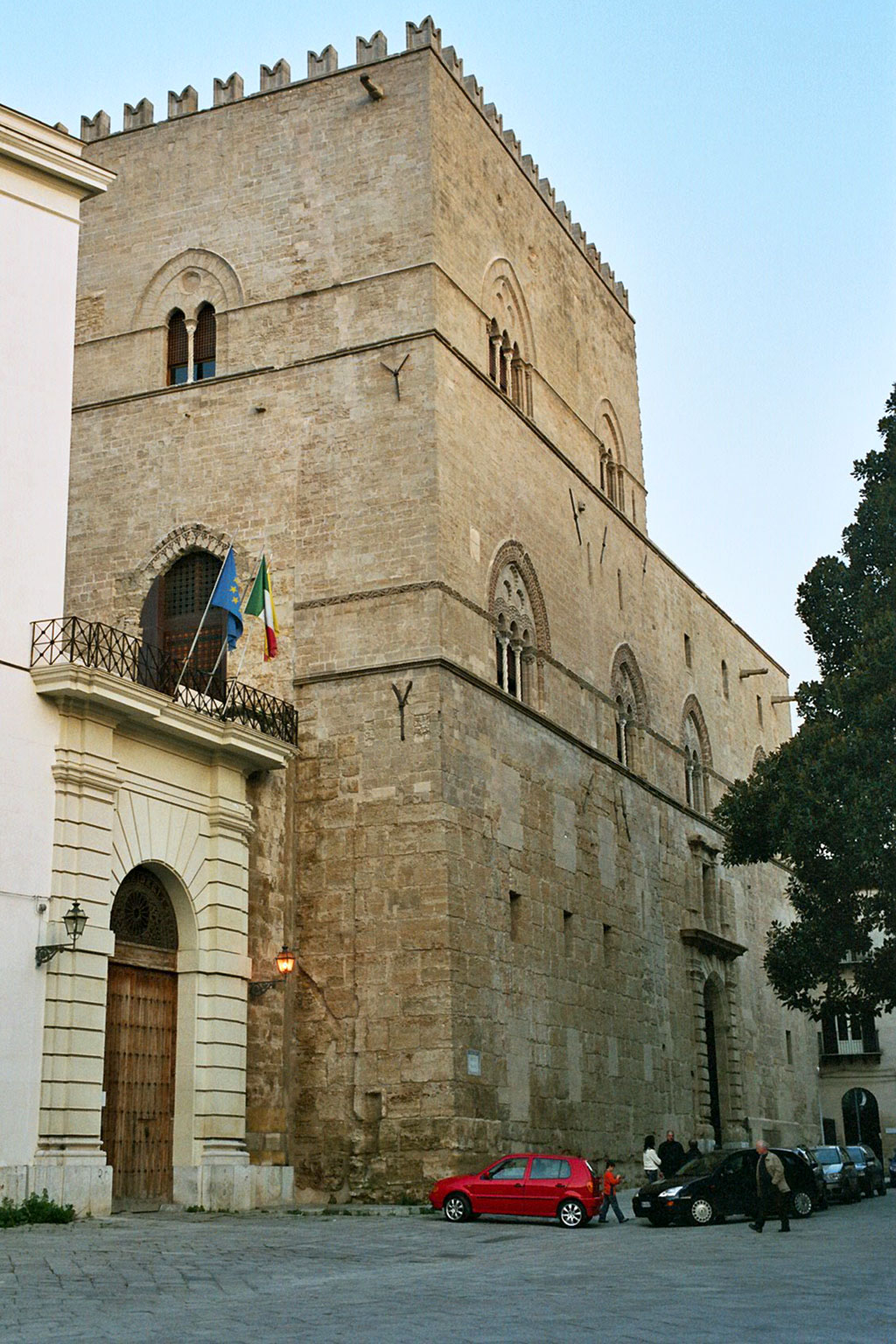
Палаццо Кьярамонте-Стері
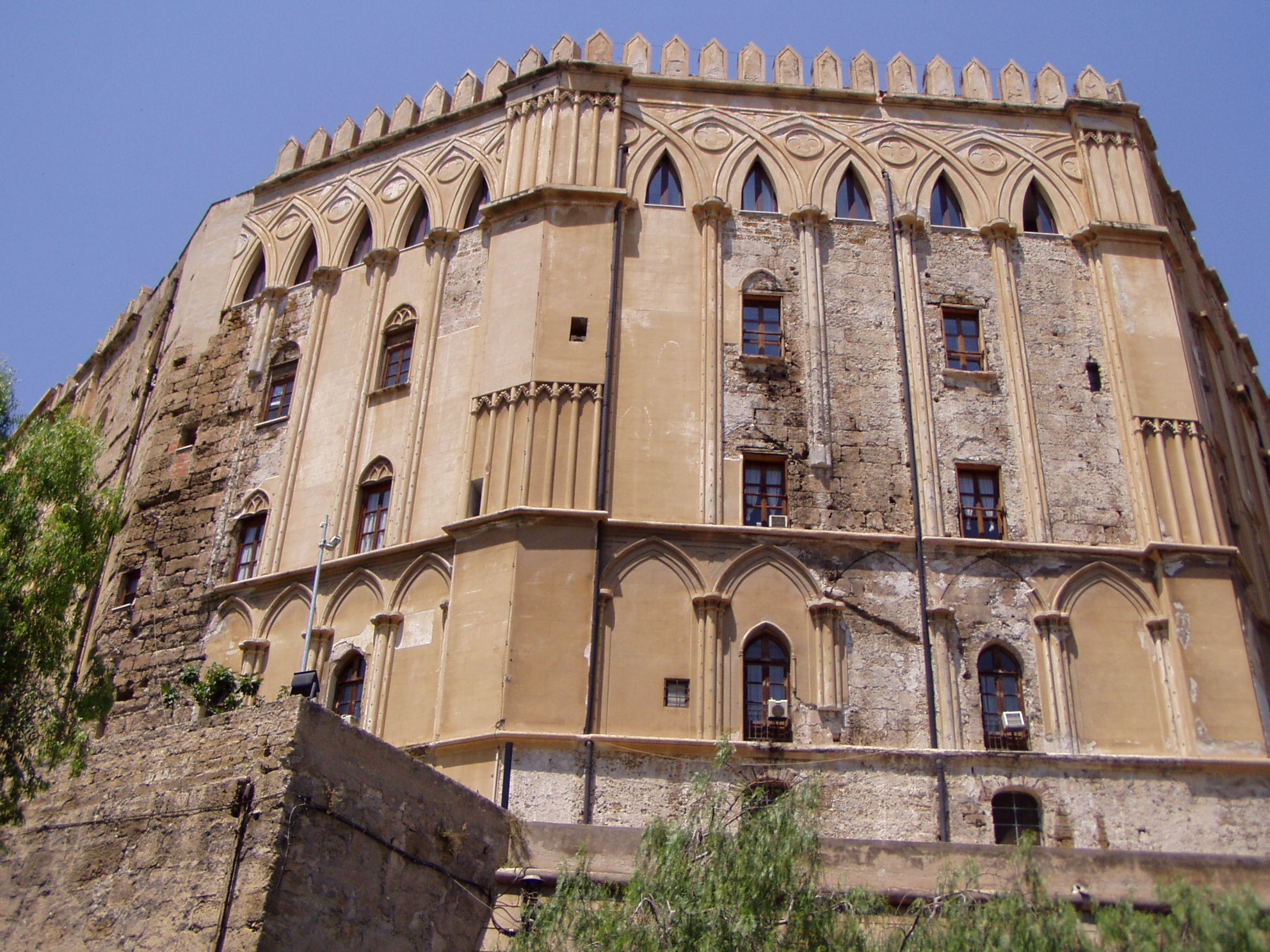
Норманський палац (Палермо) або Королівський палац
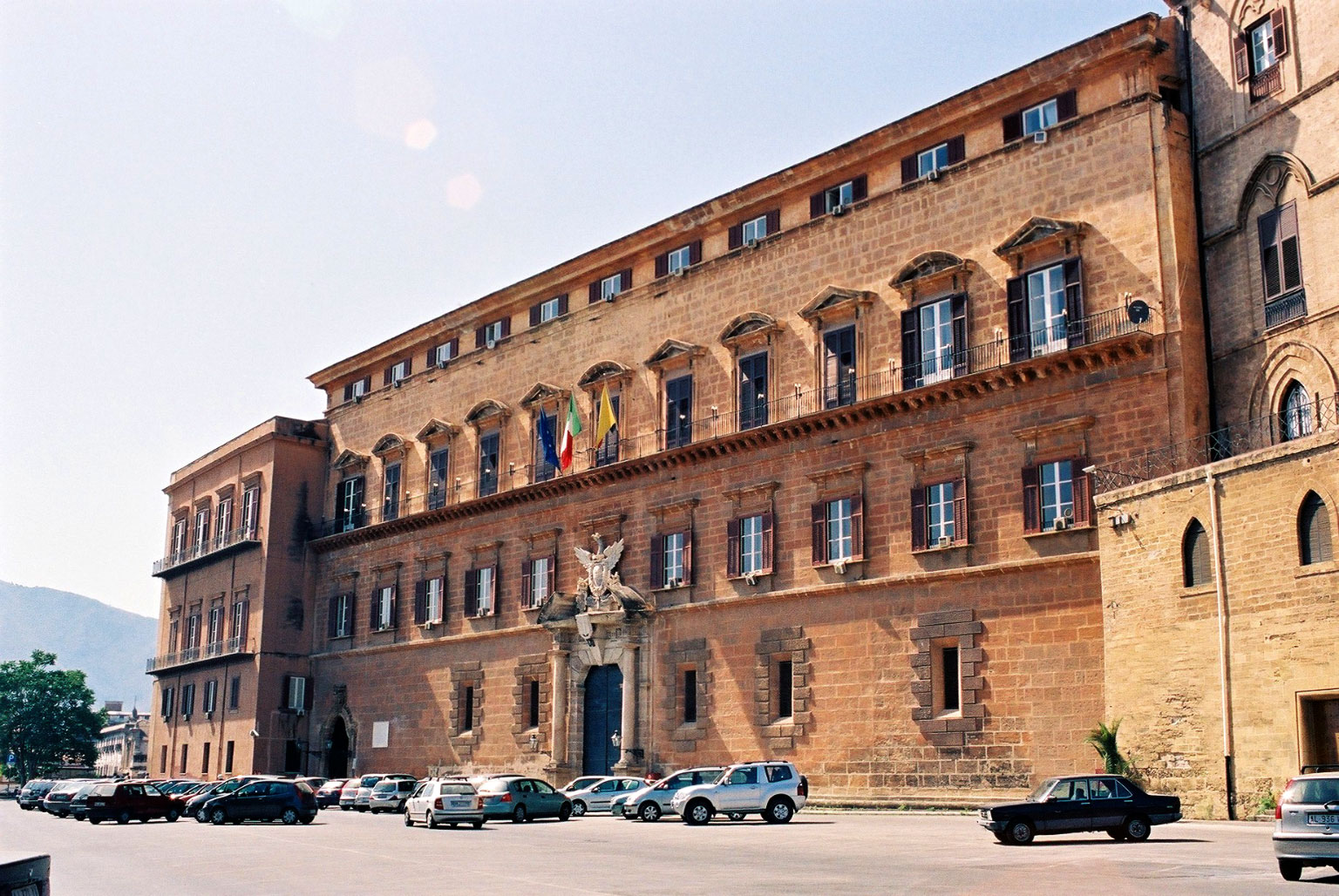
Норманський палац (Палермо), корпус доби відродження, парадний фасад на площу
Норманський палац (Палермо), вигляд від вілли Бонанно
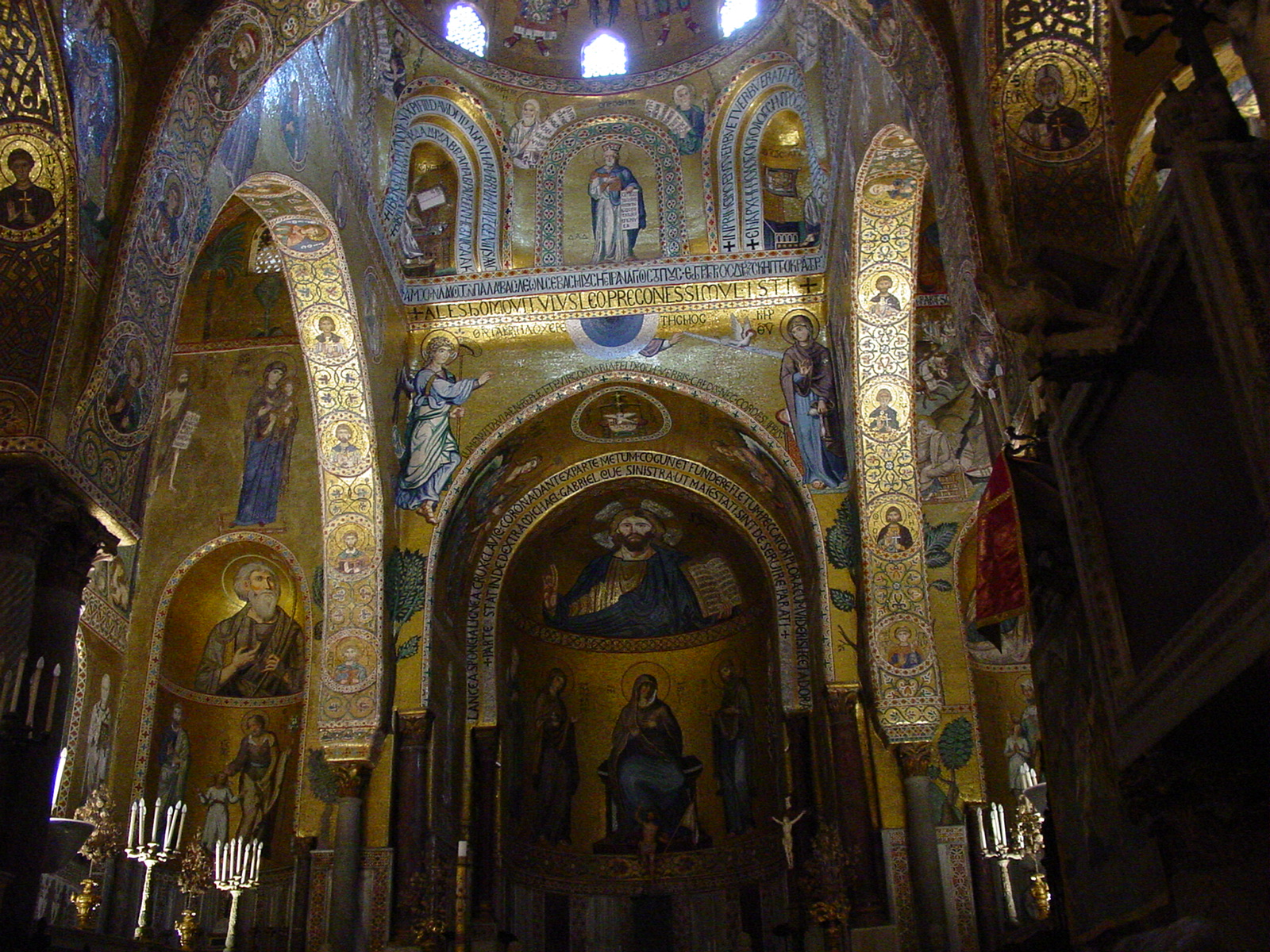
Палатинська каплиця, інтер'єр, Норманський палац (Палермо), другий поверх
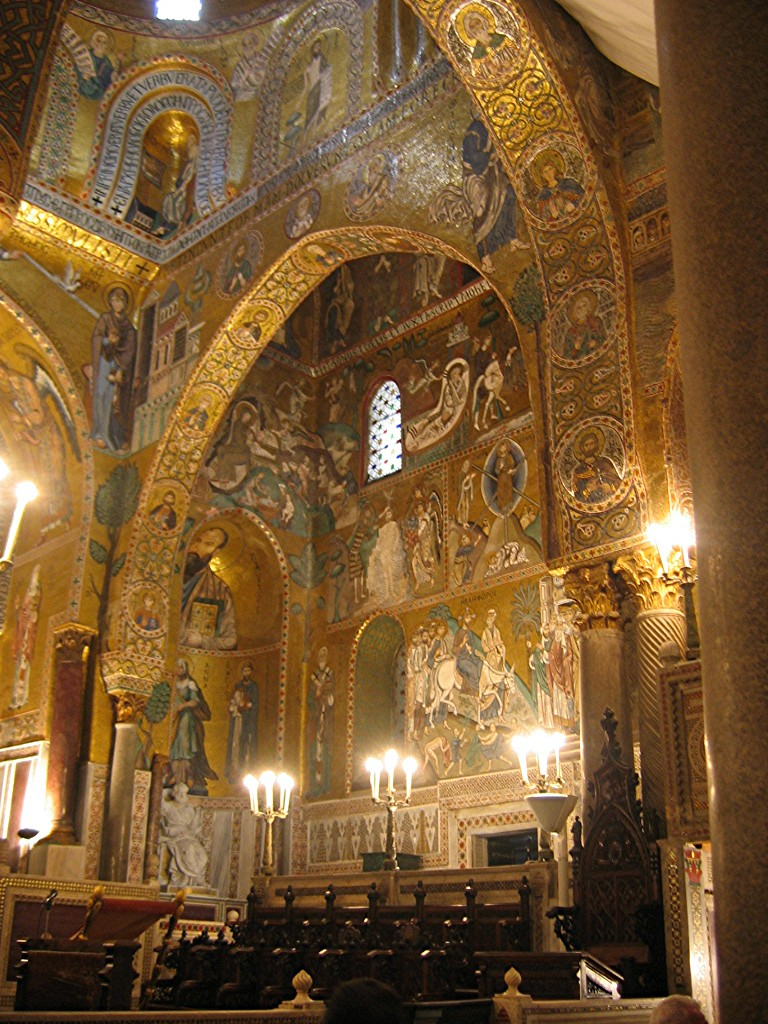
Палатинська каплиця, мозаїки візантійських майстрів
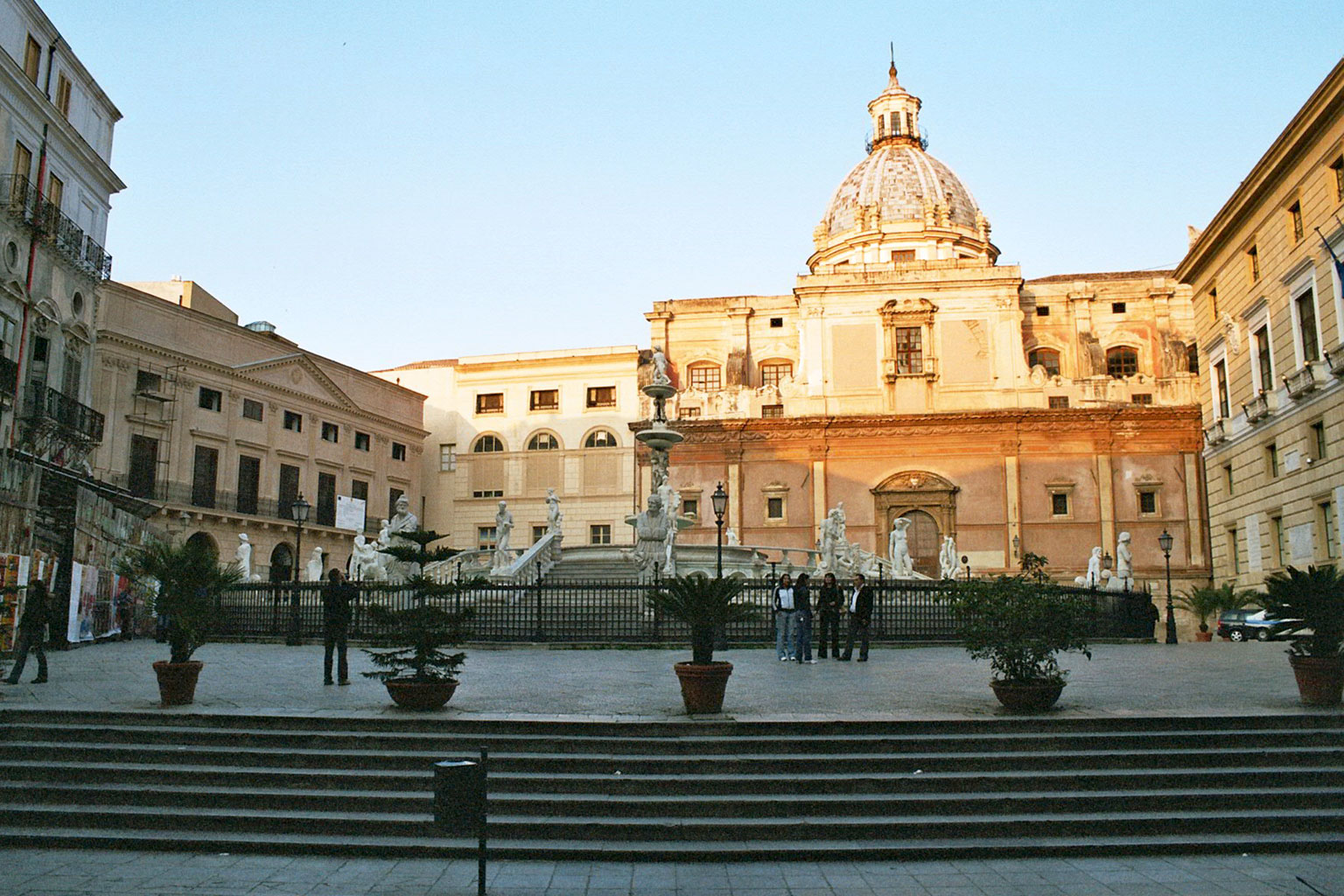
Пьяцца Преторія
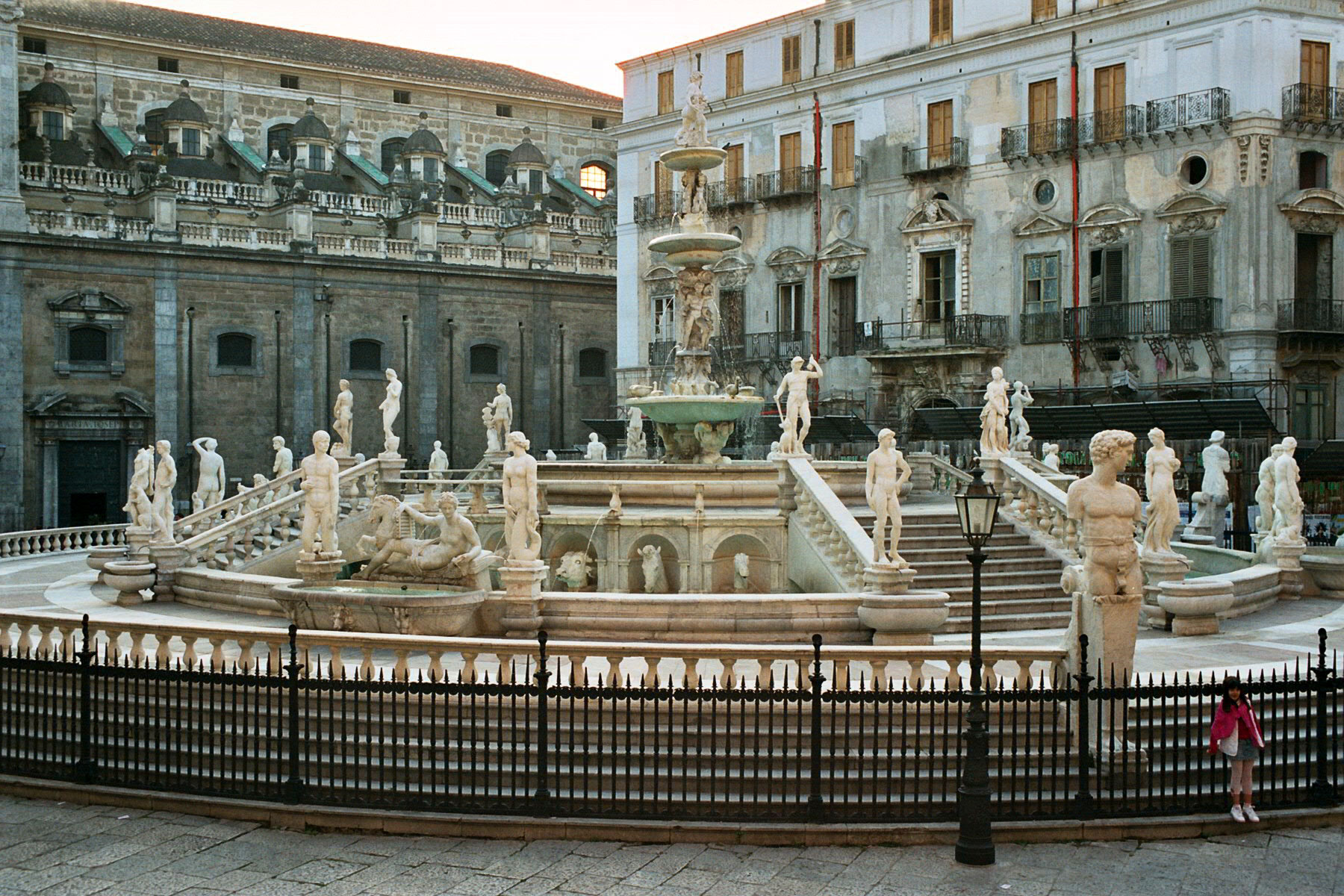
Фонтан на пьяцца Преторія
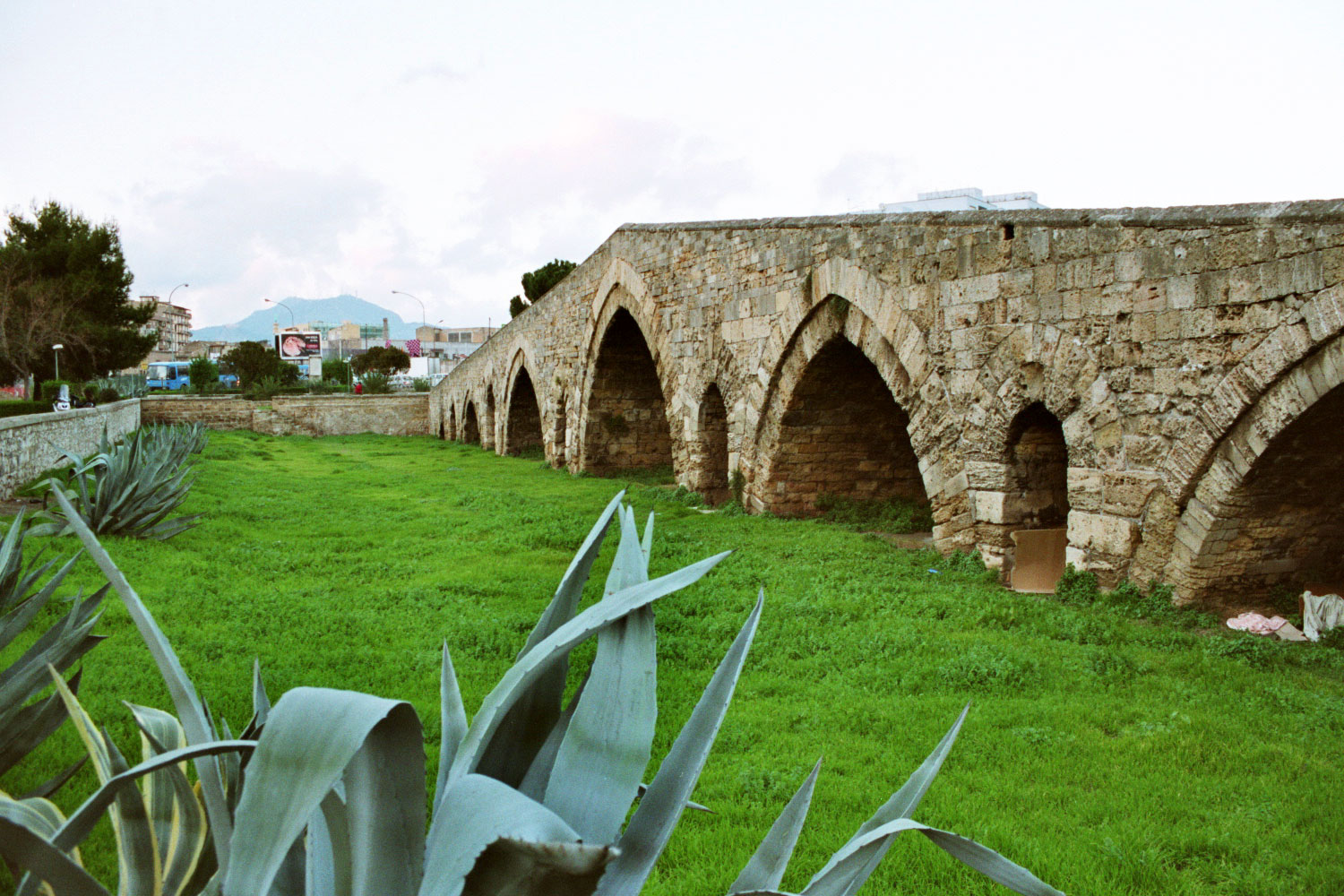
Міст Амміральйо у Палермо
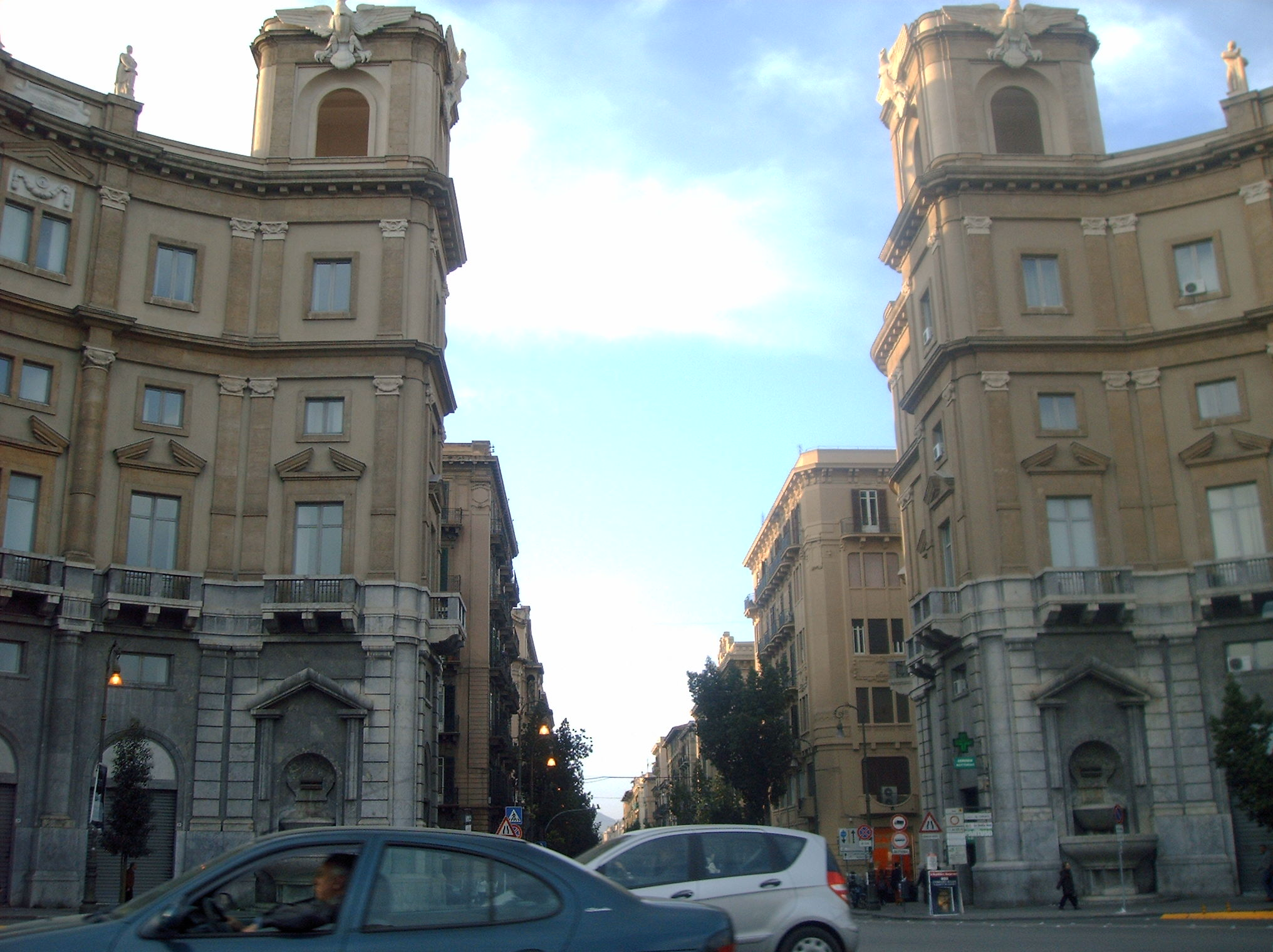
Висотні споруди на вулиці Рима
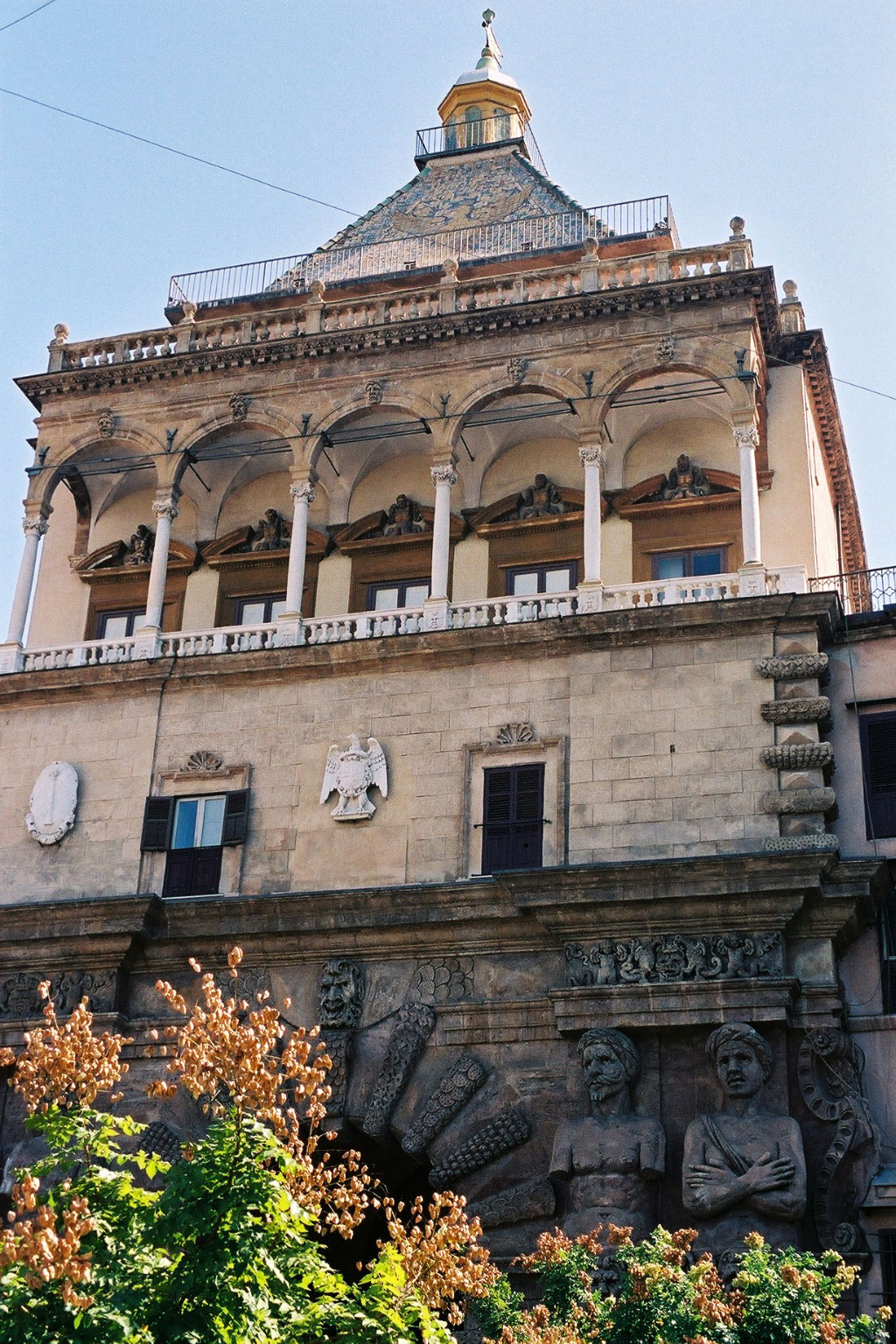
Нова брама, Палермо (Porta Nuova)
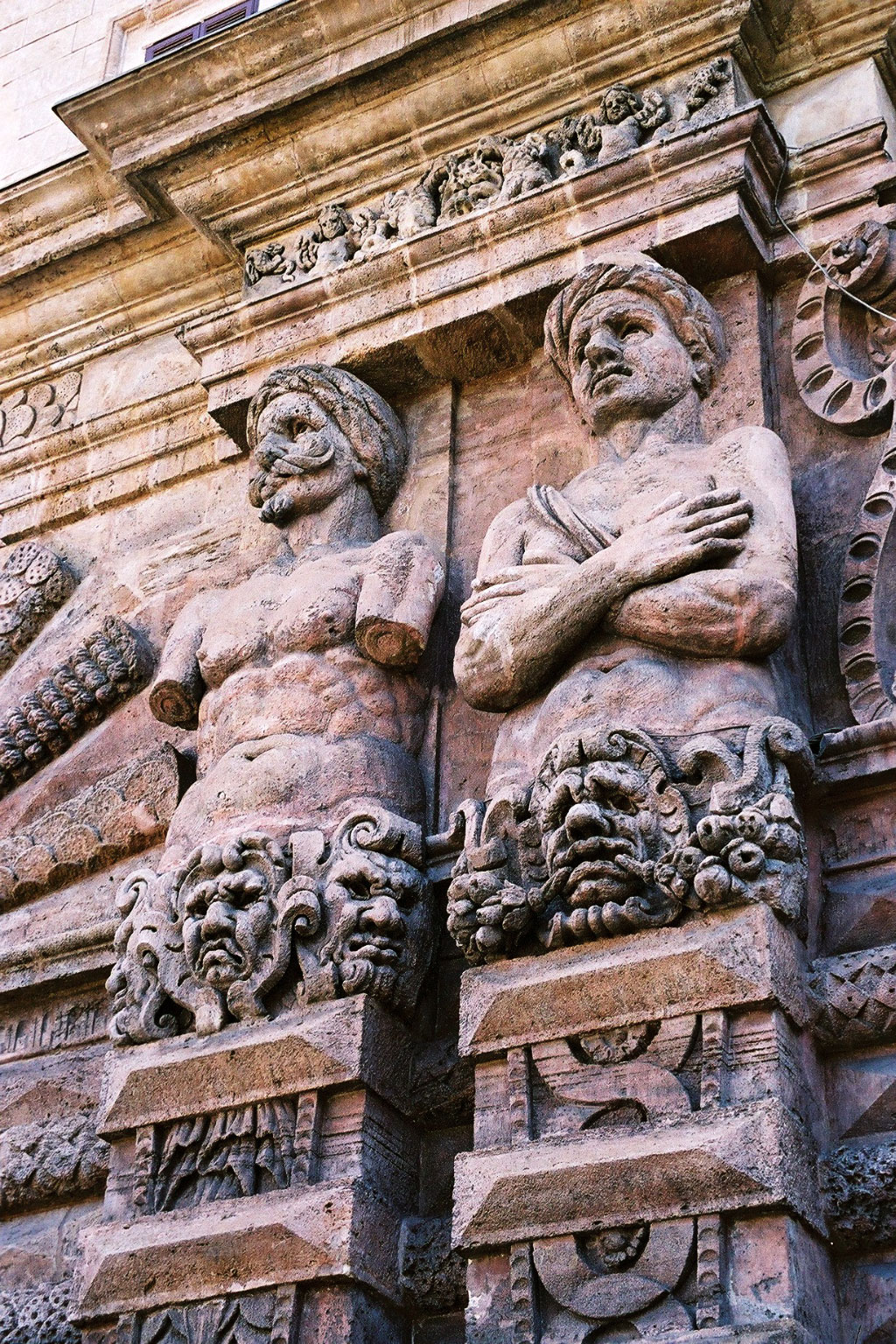
Нова брама, скульптурний декор, Палермо
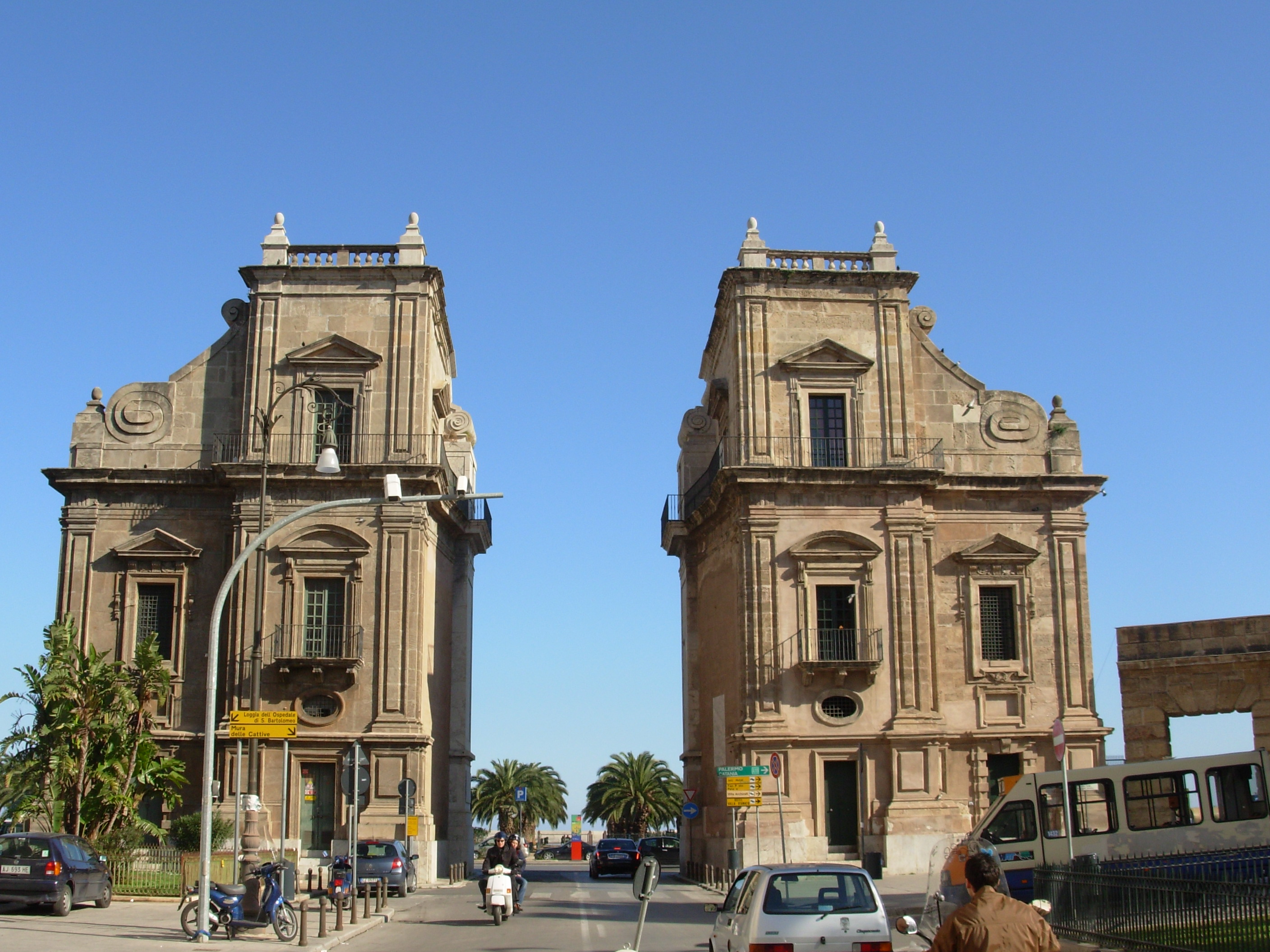
Брама Феліче
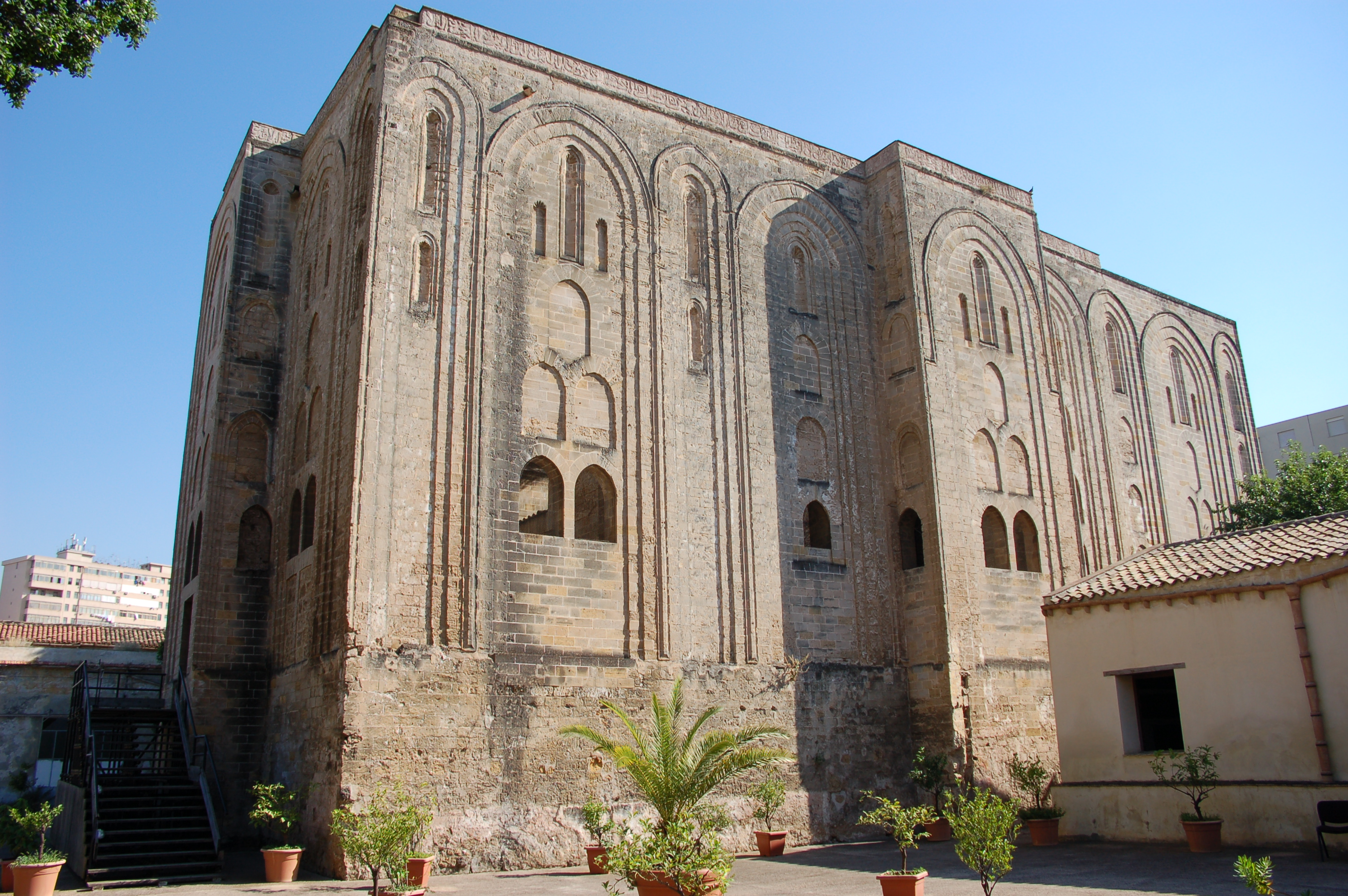
Арабо-норманський палац Ла Куба, Палермо
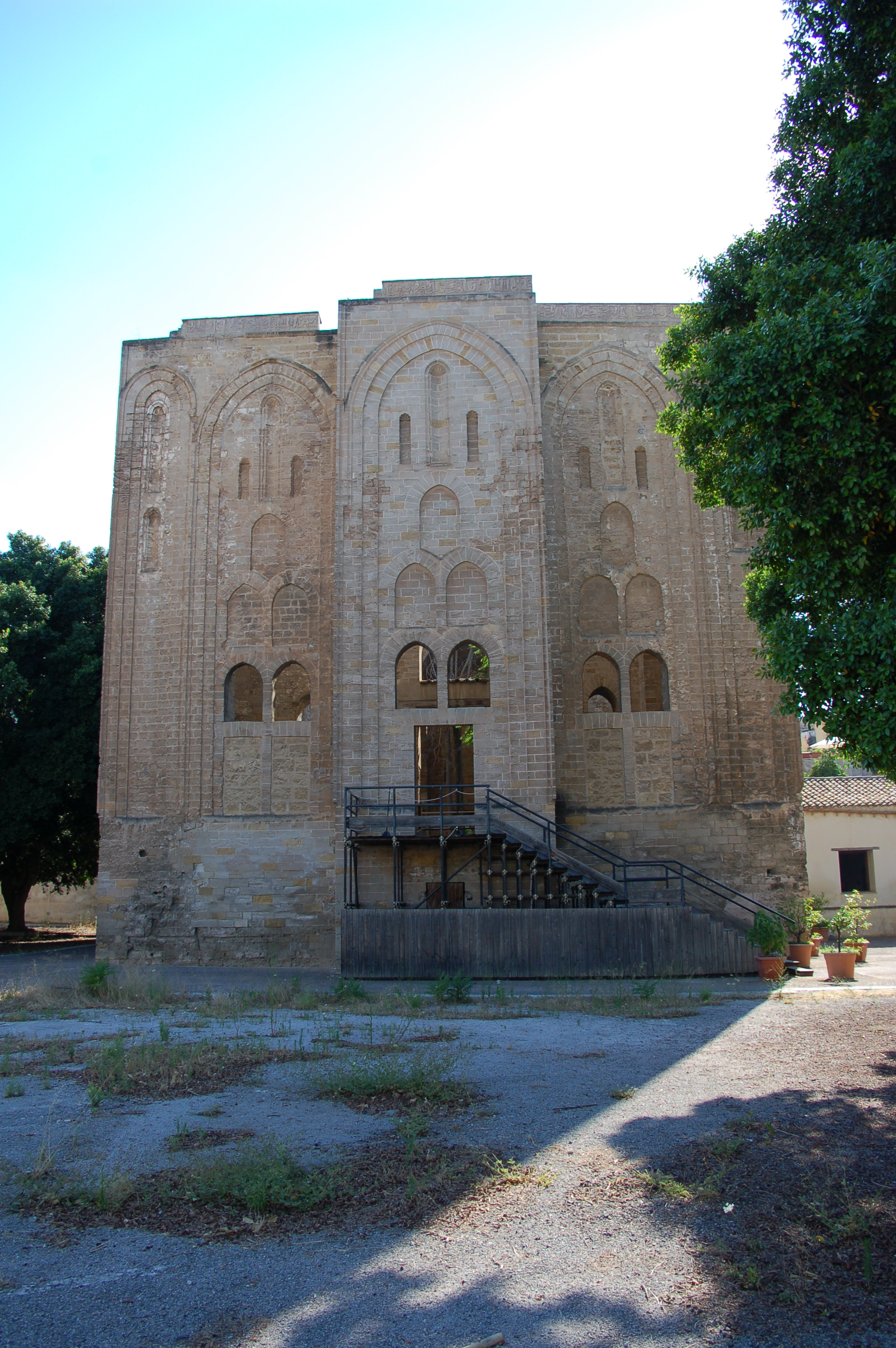
Поруйнований палац Ла Куба, збережений фасад
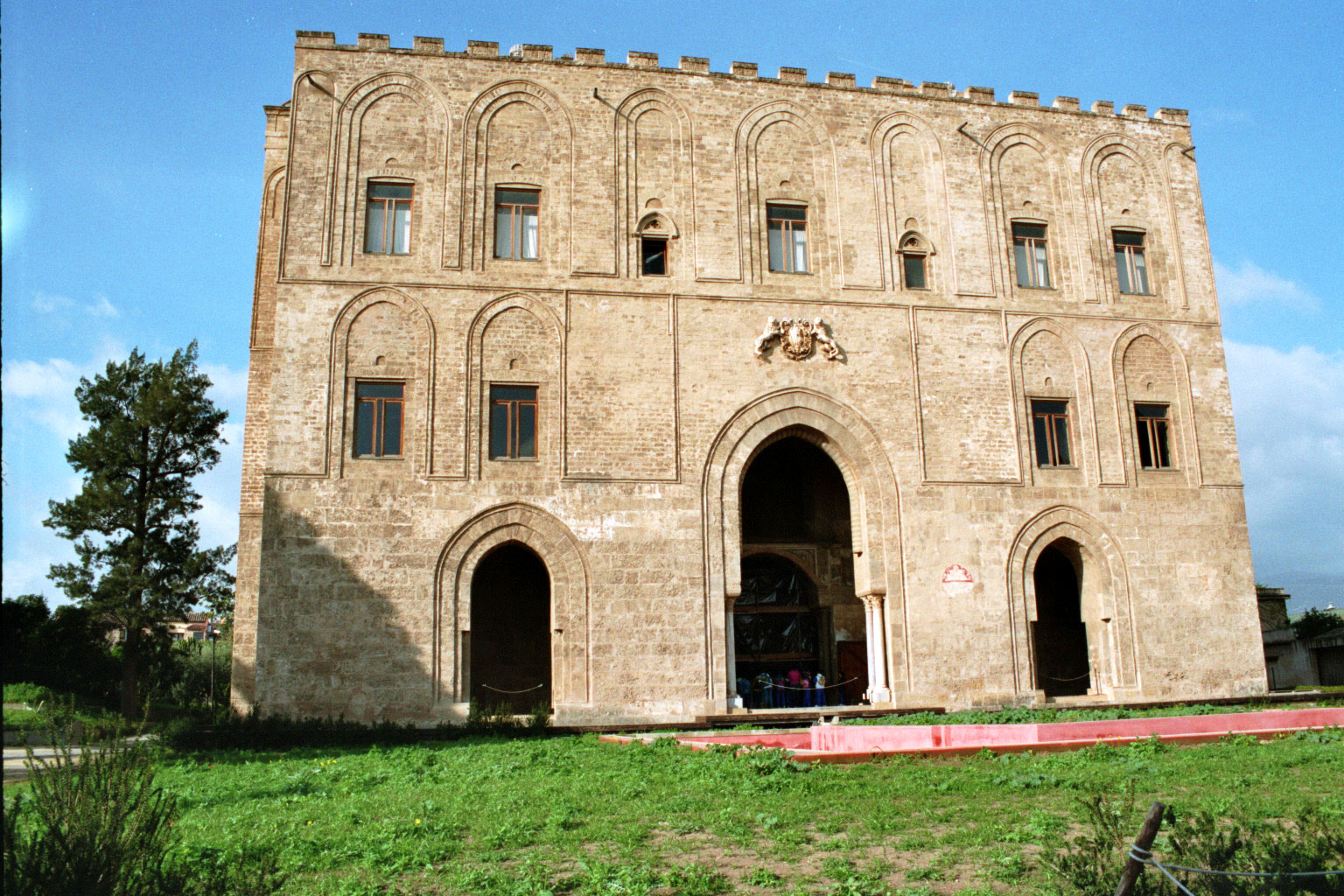
Залишки норманського замку Ла Зіза, Палермо
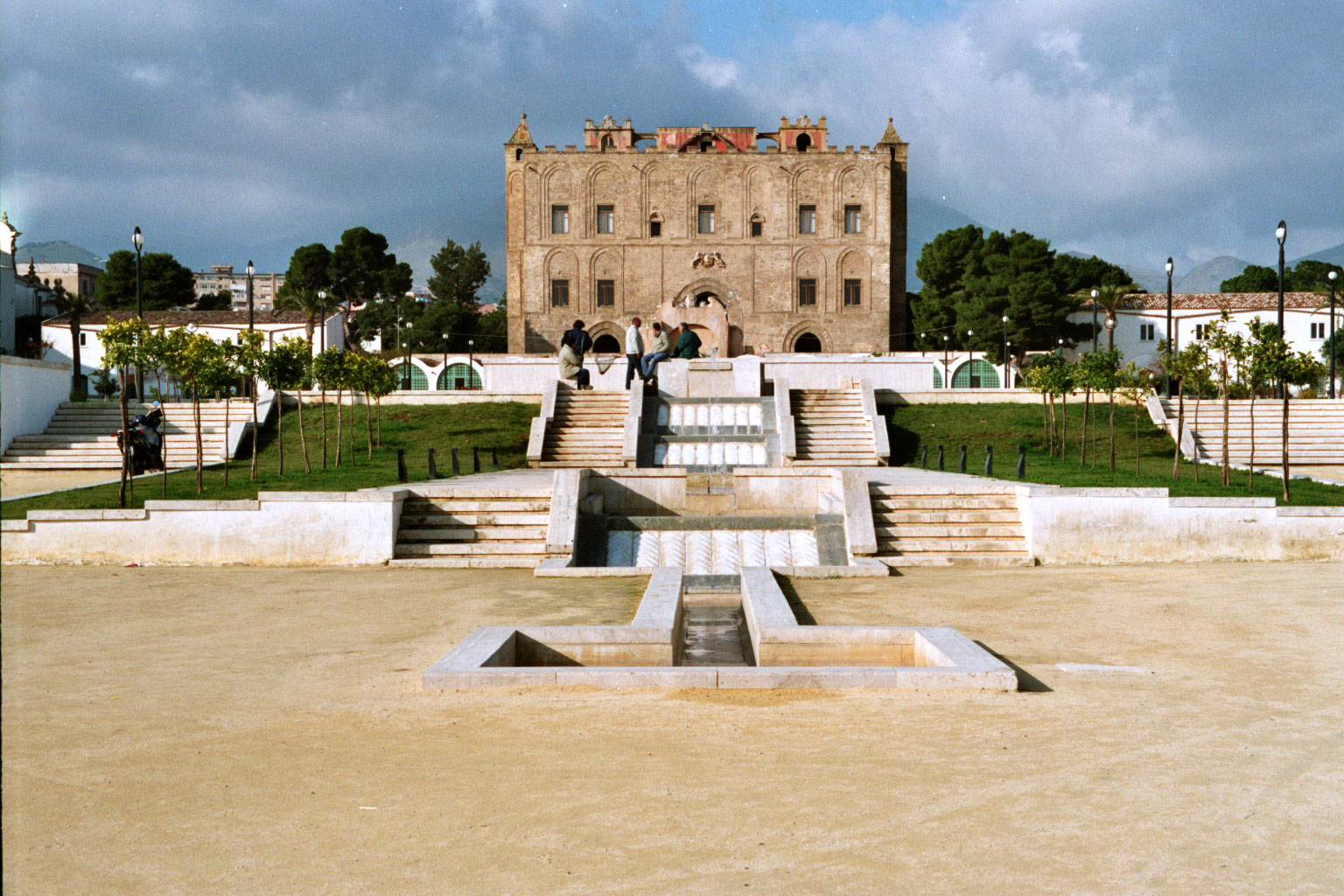
Залишки норманського замку Ла Зіза
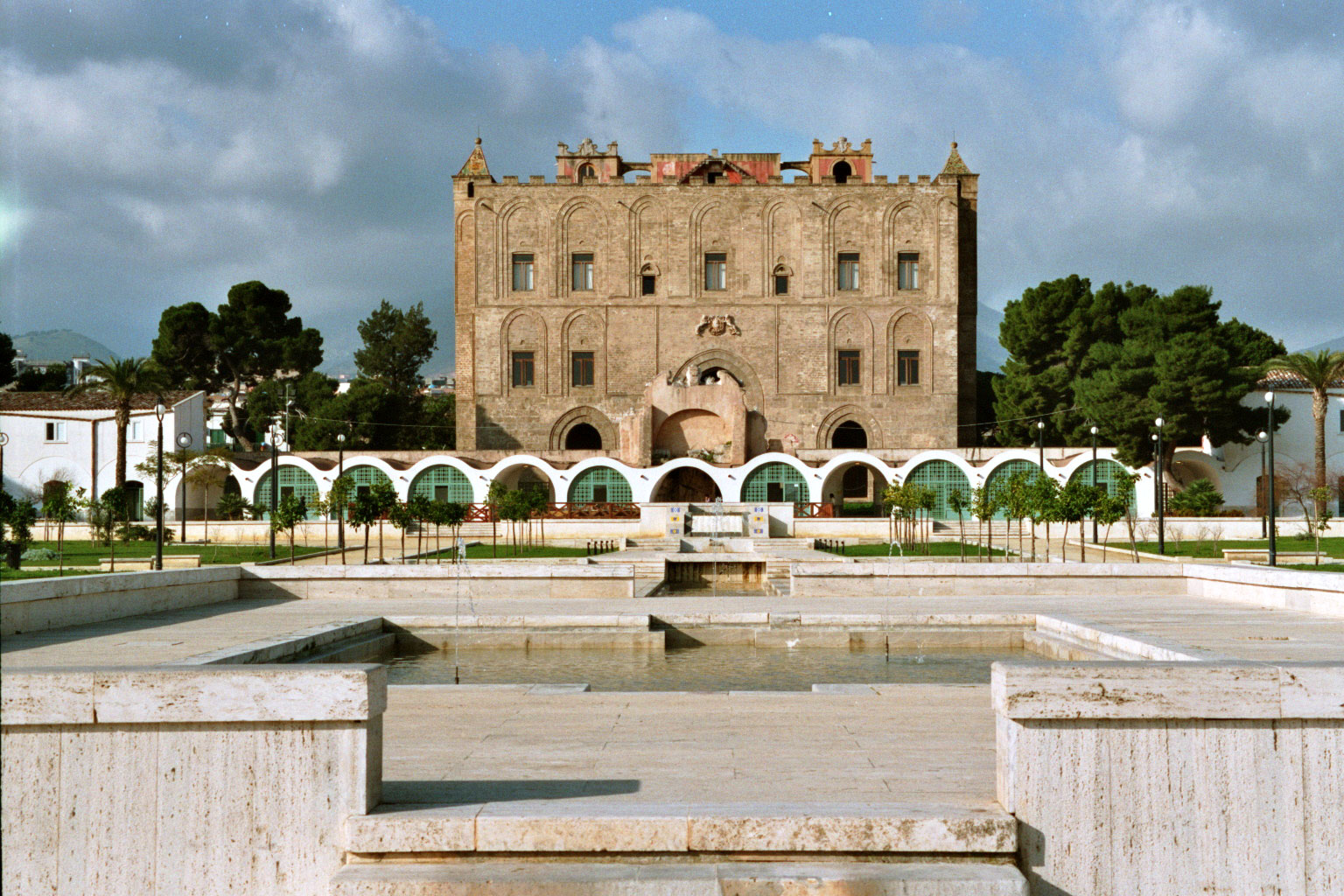
Парк делла Зіза
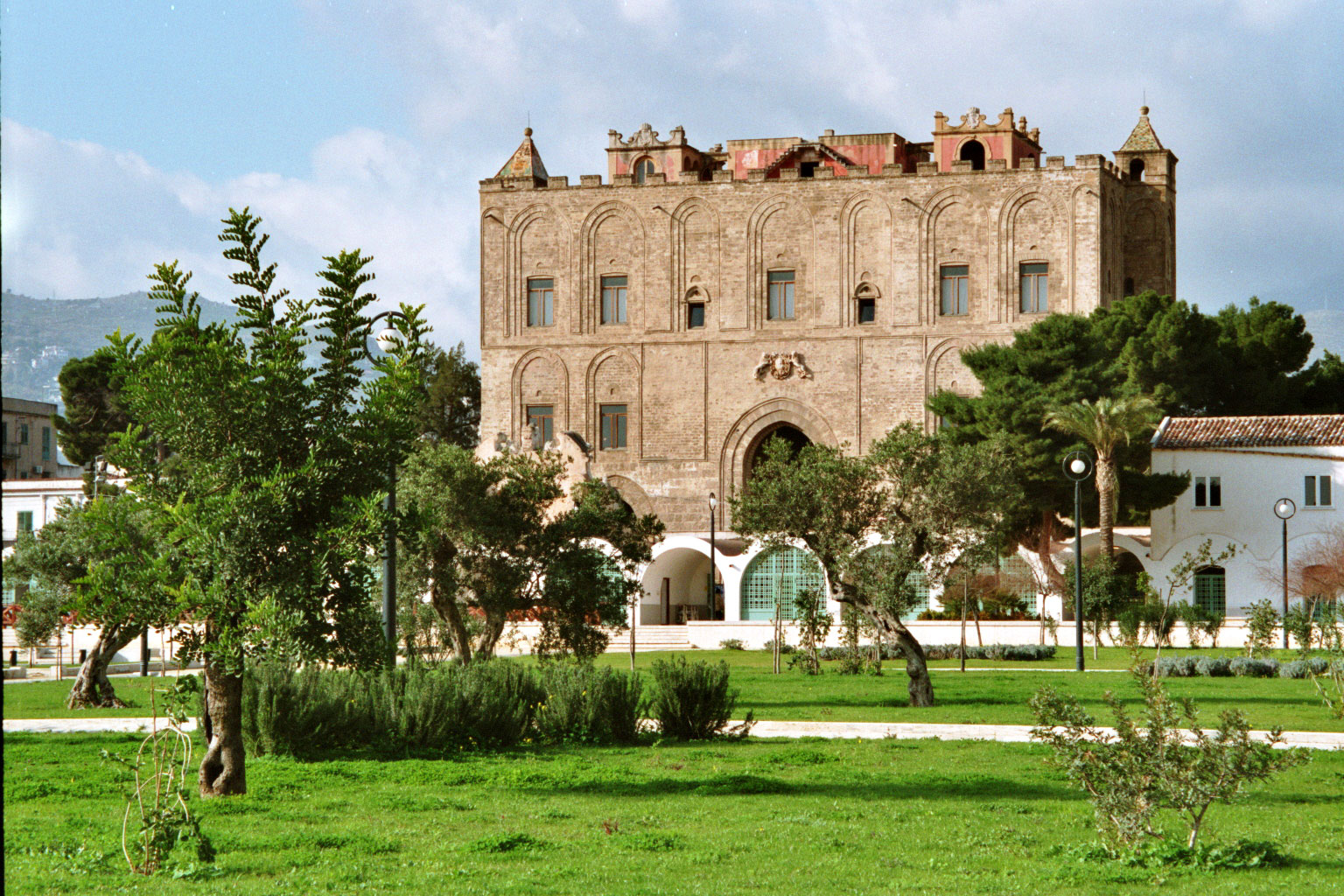
Парк делла Зіза, Палермо
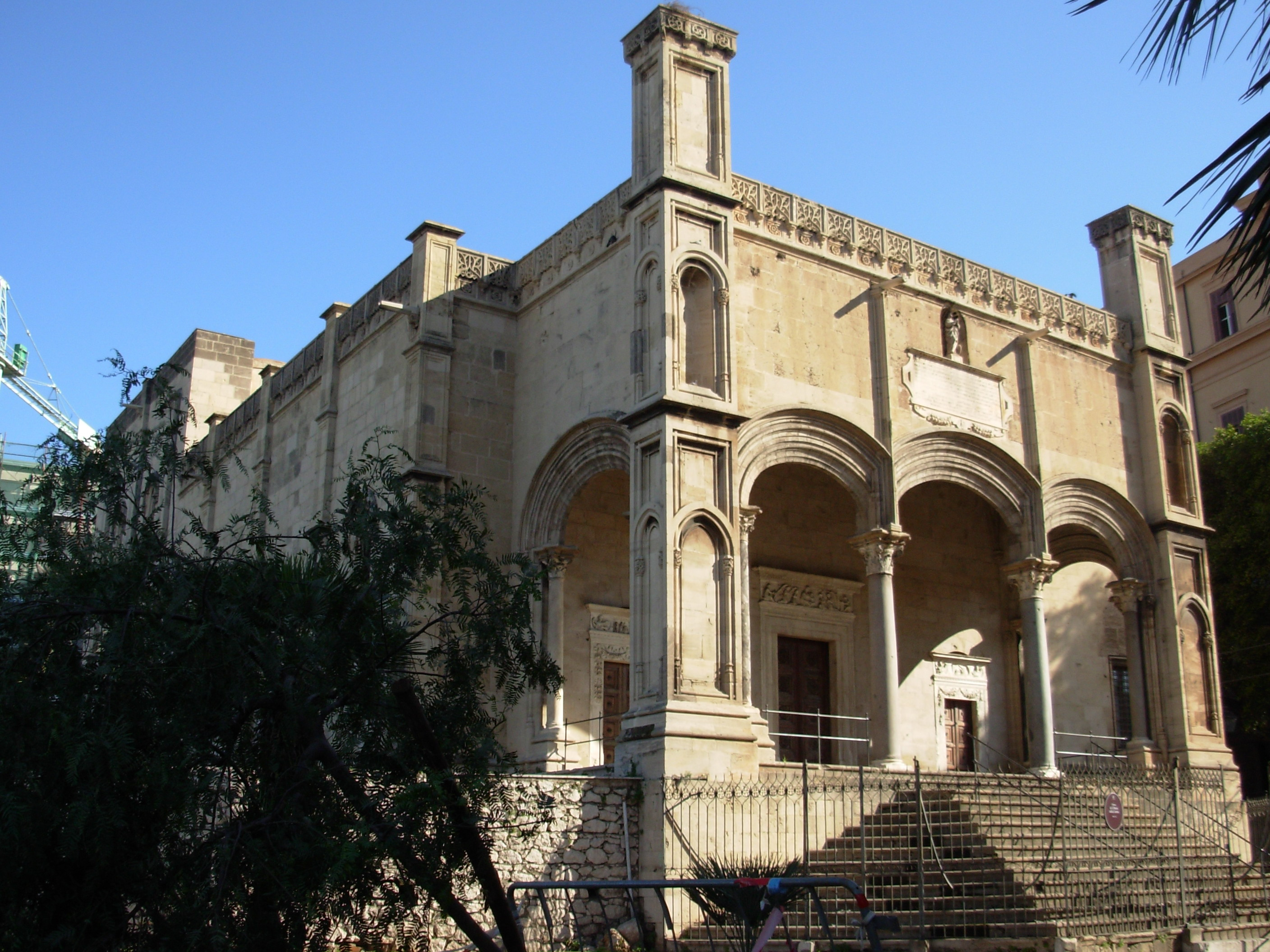
Церква Санта Марія делла Катена
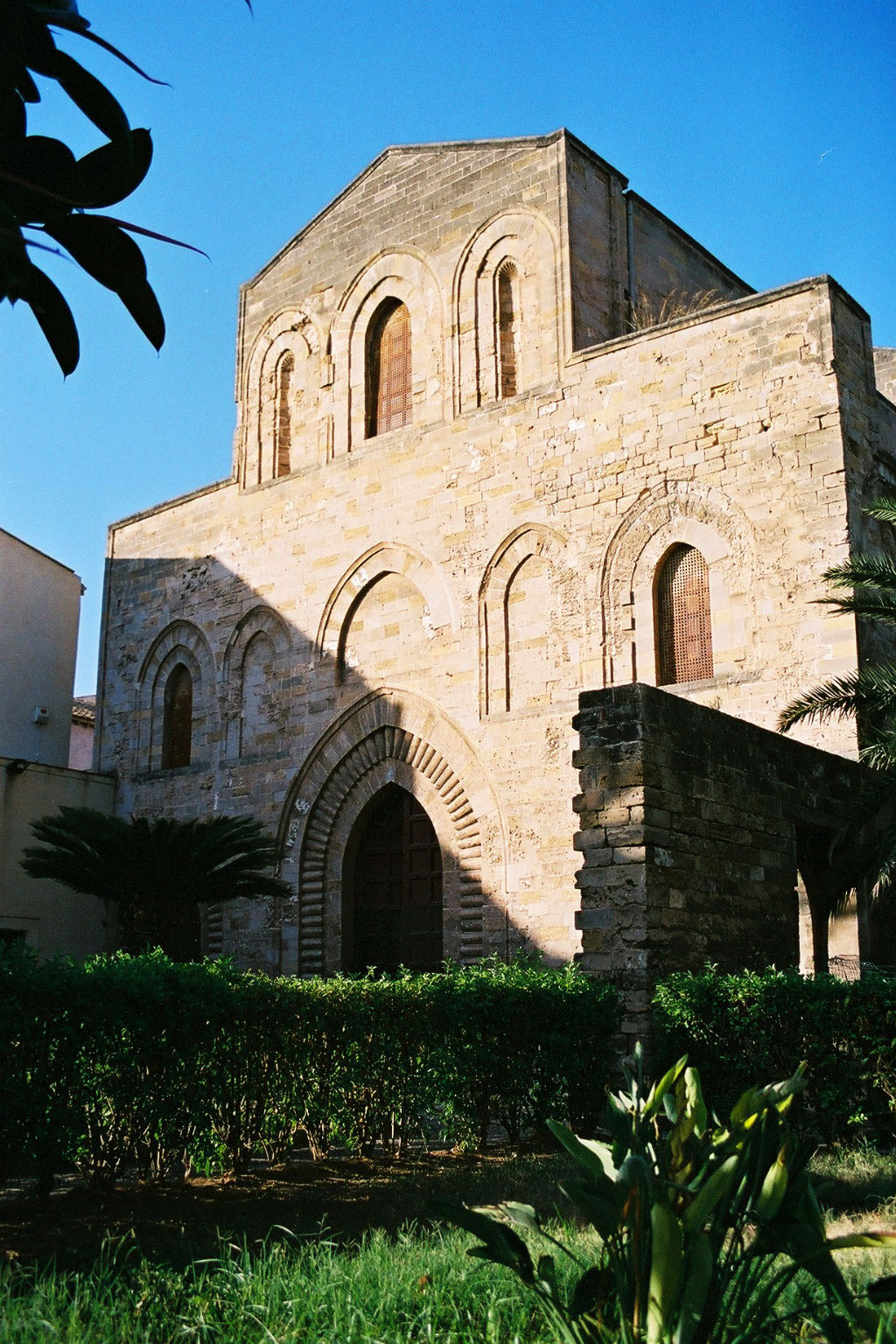
Церква Делла Маджоне
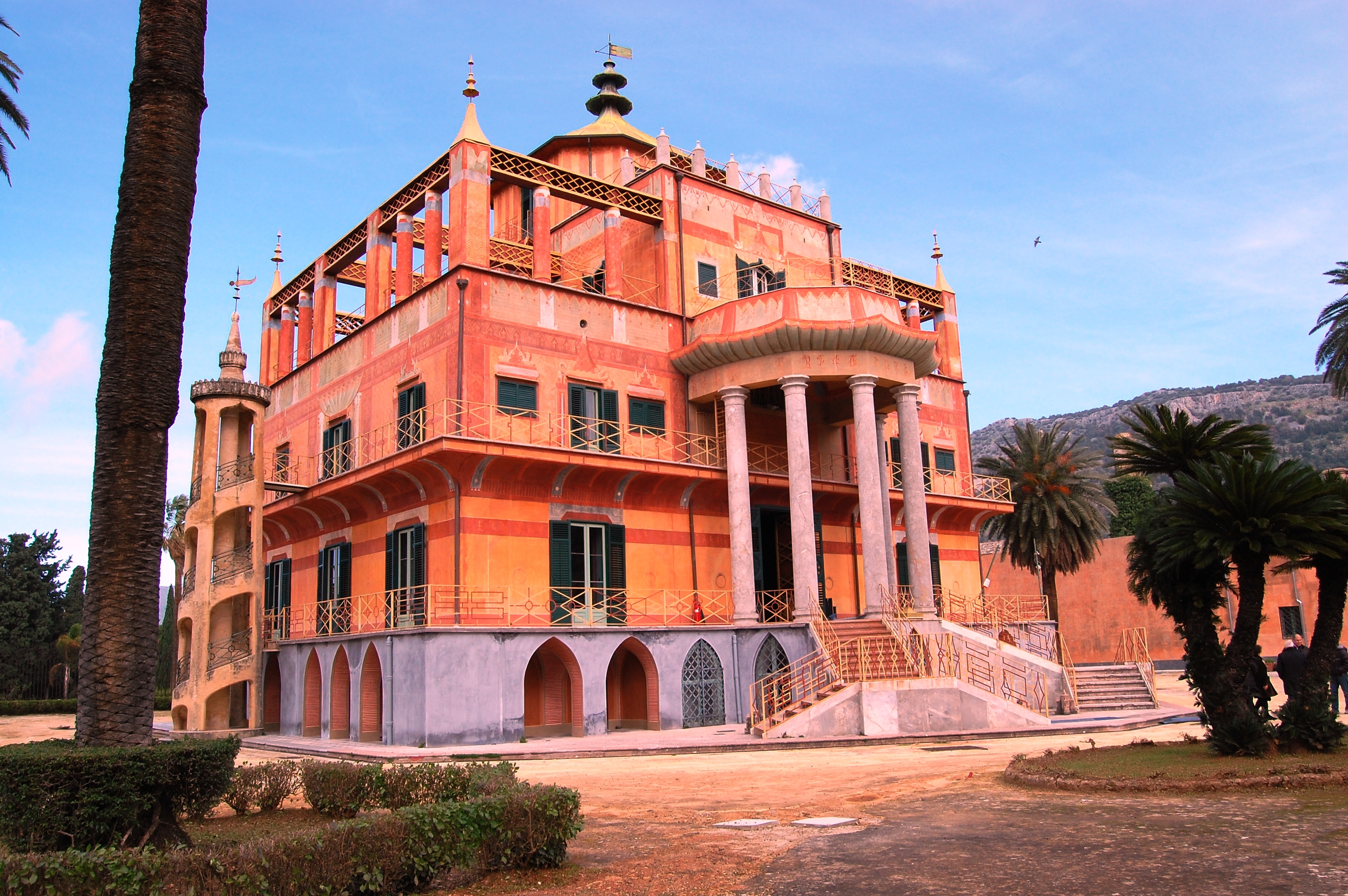
Китайський палацик (Палаццина Чінезе)
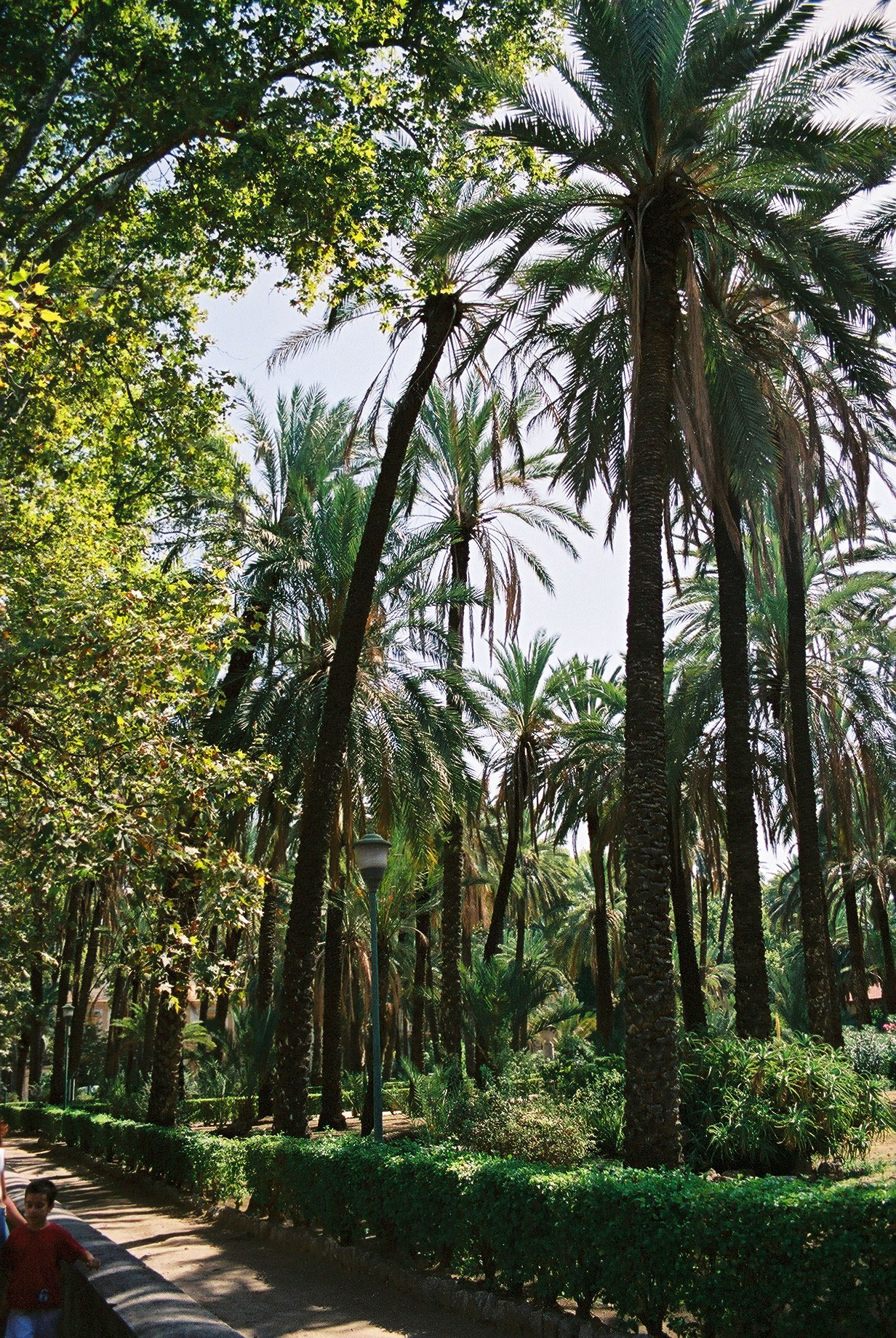
Пальми на віллі Бонанно
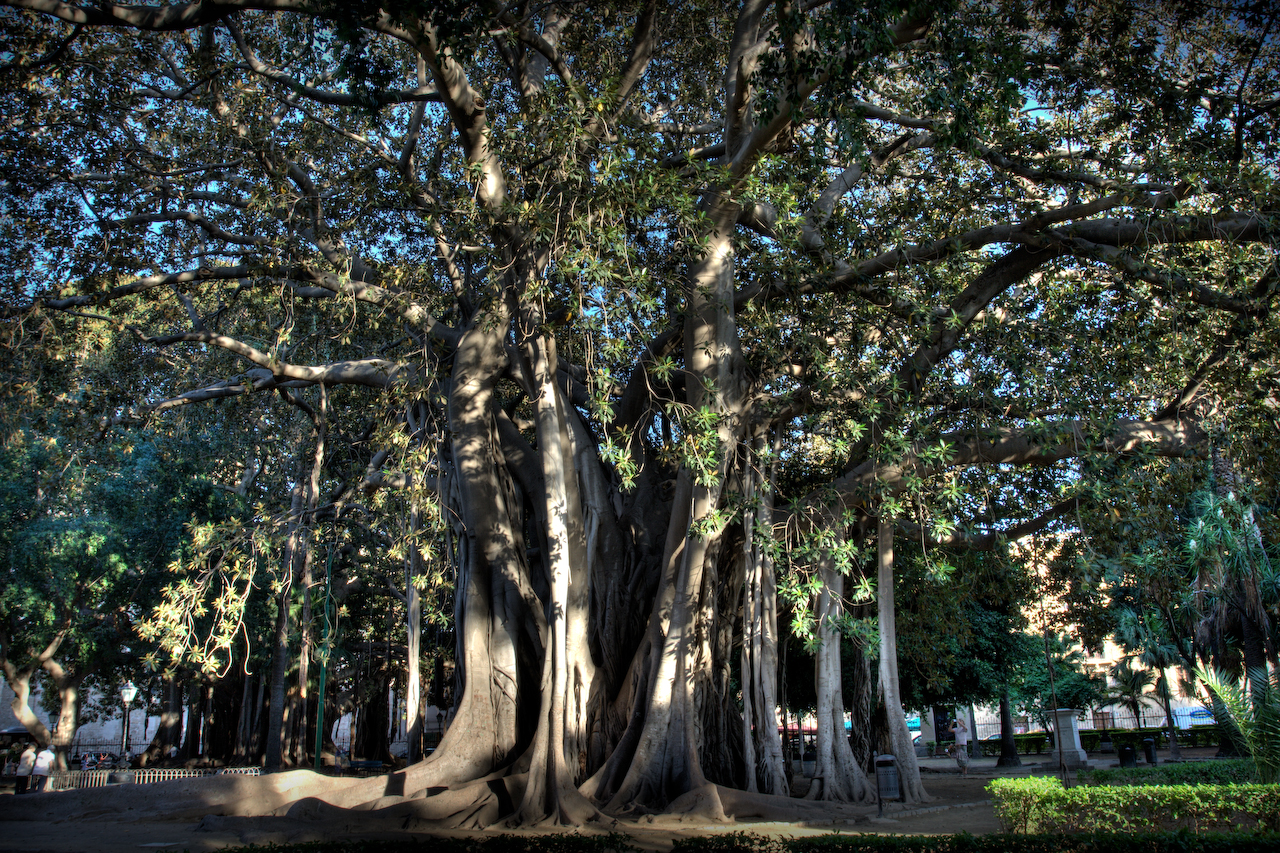
Фікус на пьяцца Марина
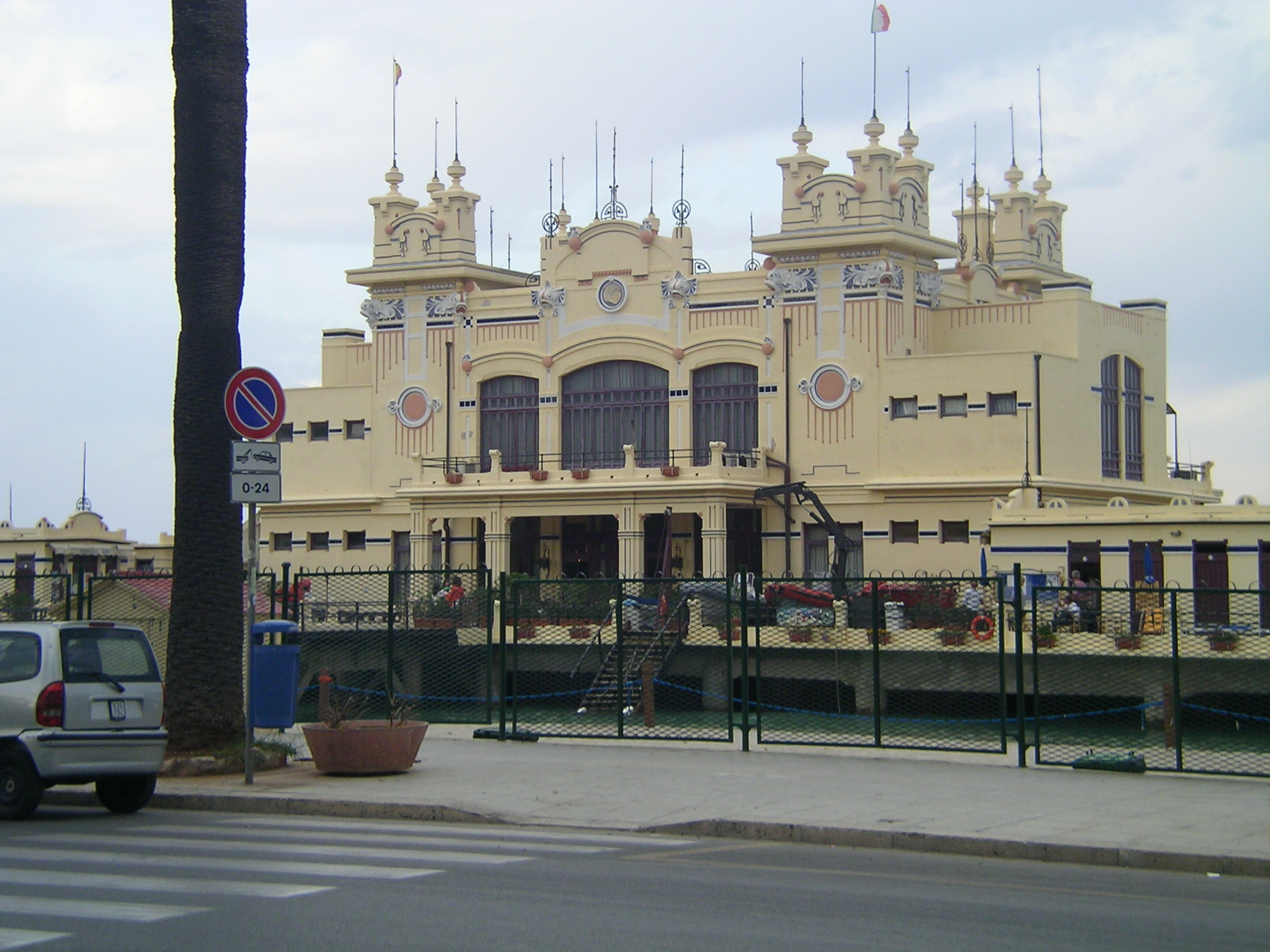
Курзал у Палермо
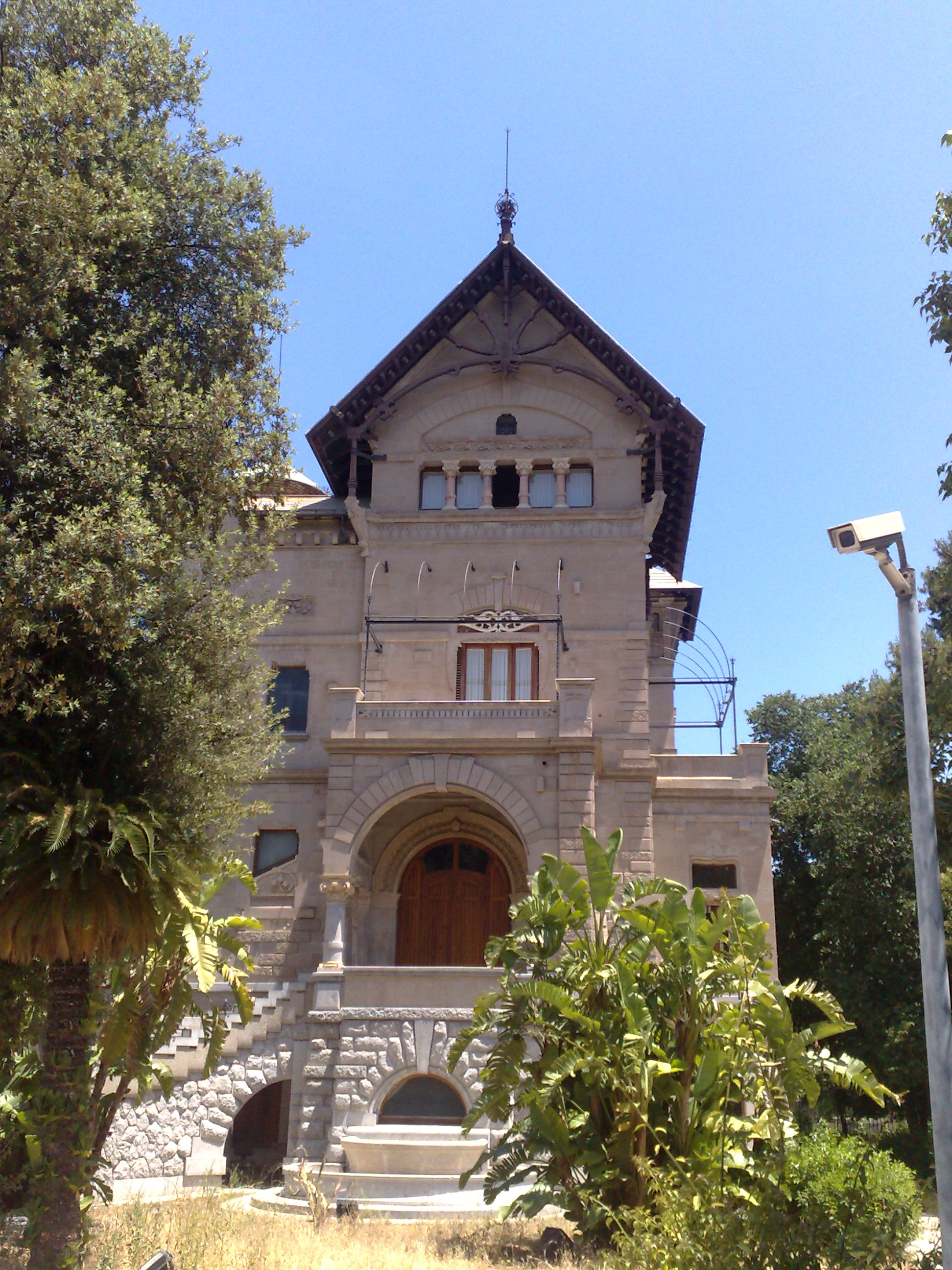
Будиночок Флоріо (Villino Florio)
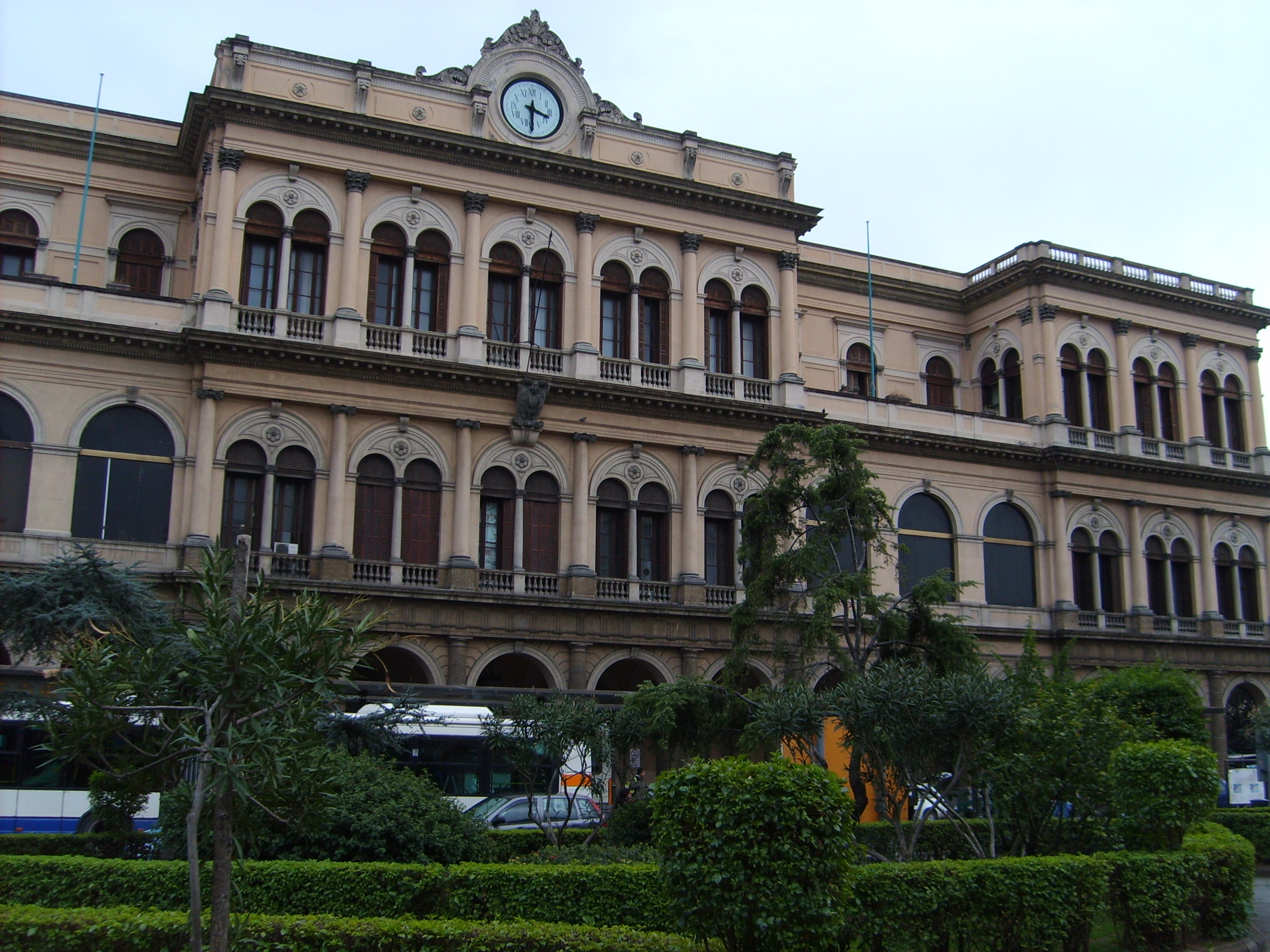
Центральний залізничний вокзал
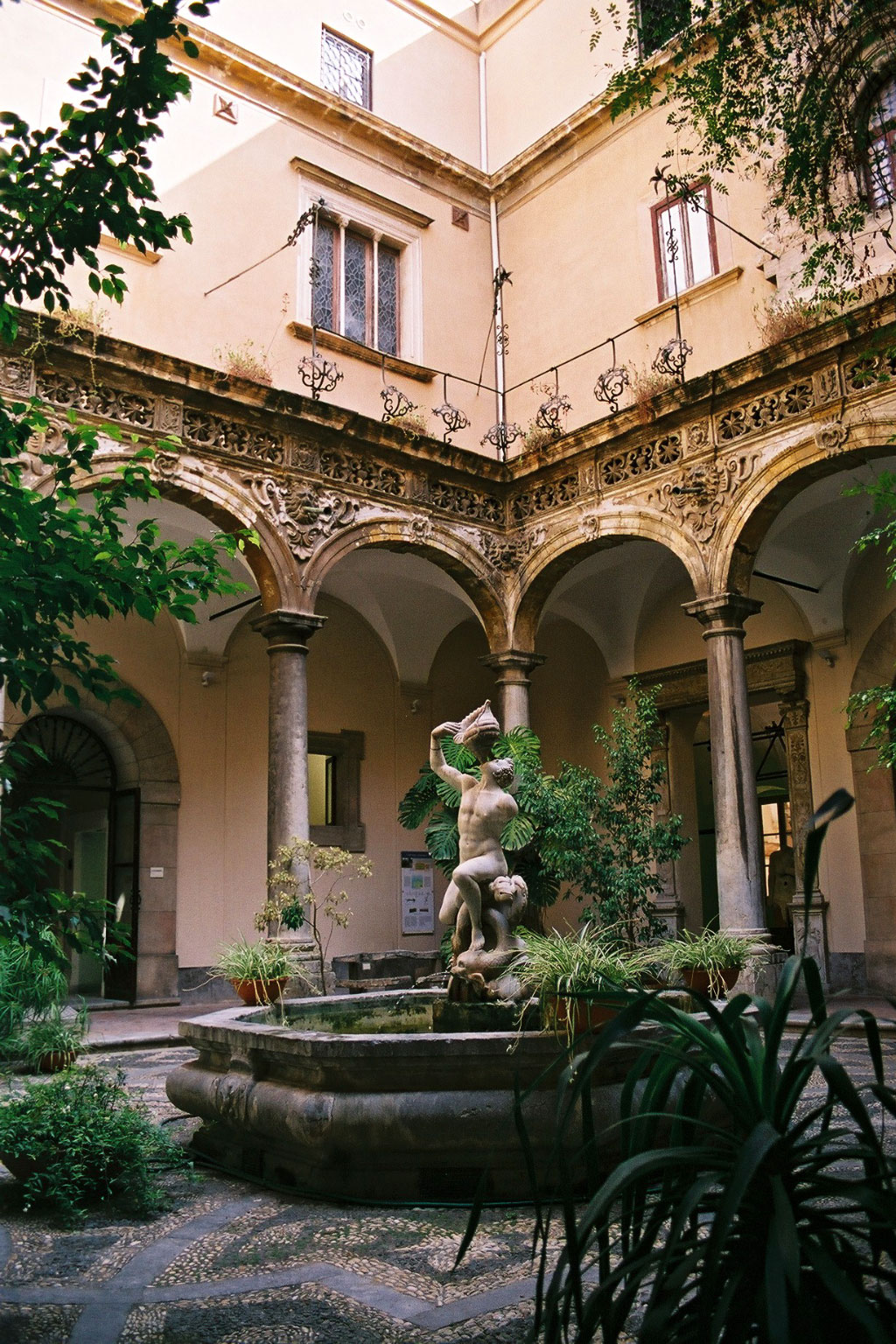
Регіональний археологічний музей Антоніо Салінаса, внутрішній дворик
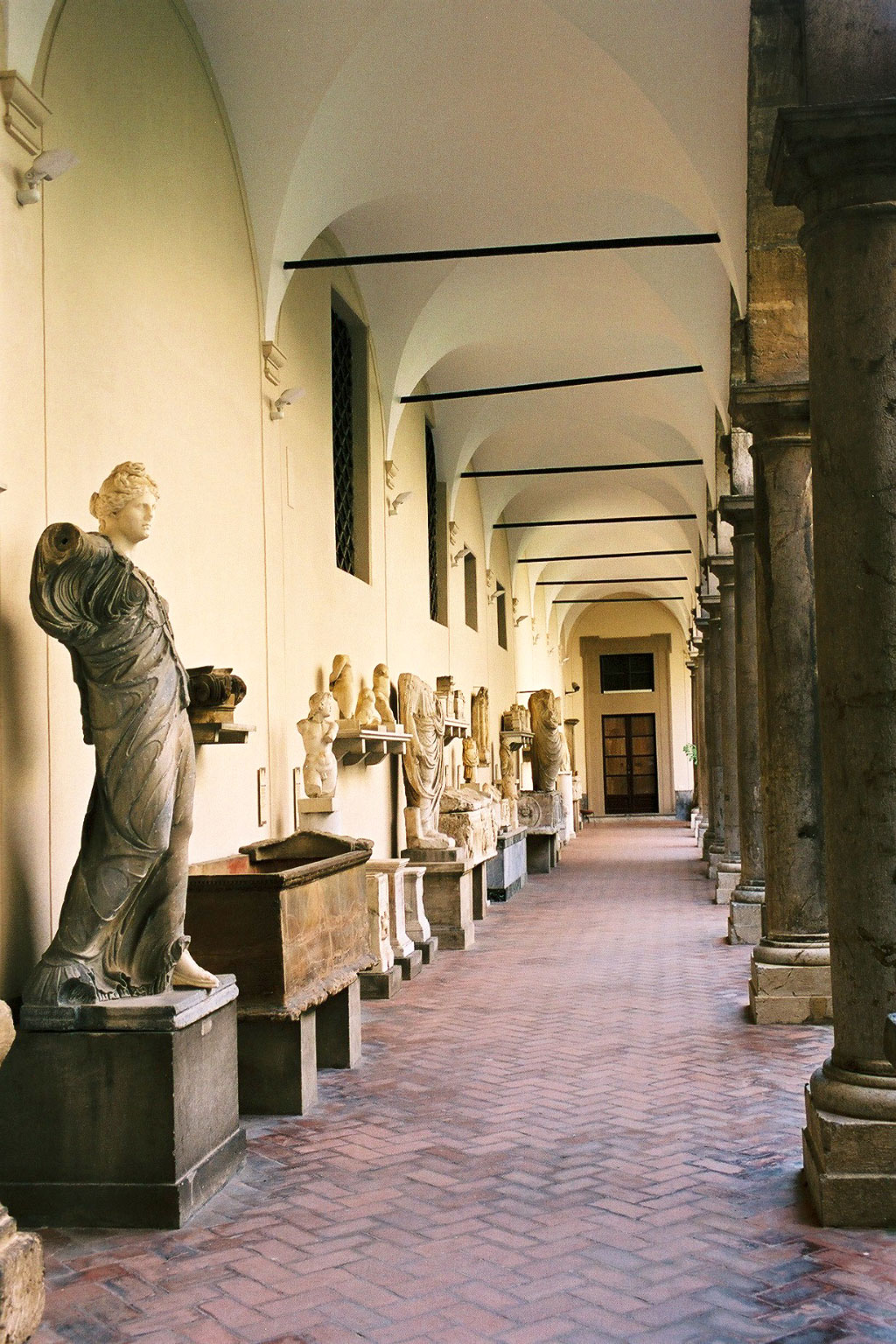
Регіональний археологічний музей Антоніо Салінаса, відділ скульптур
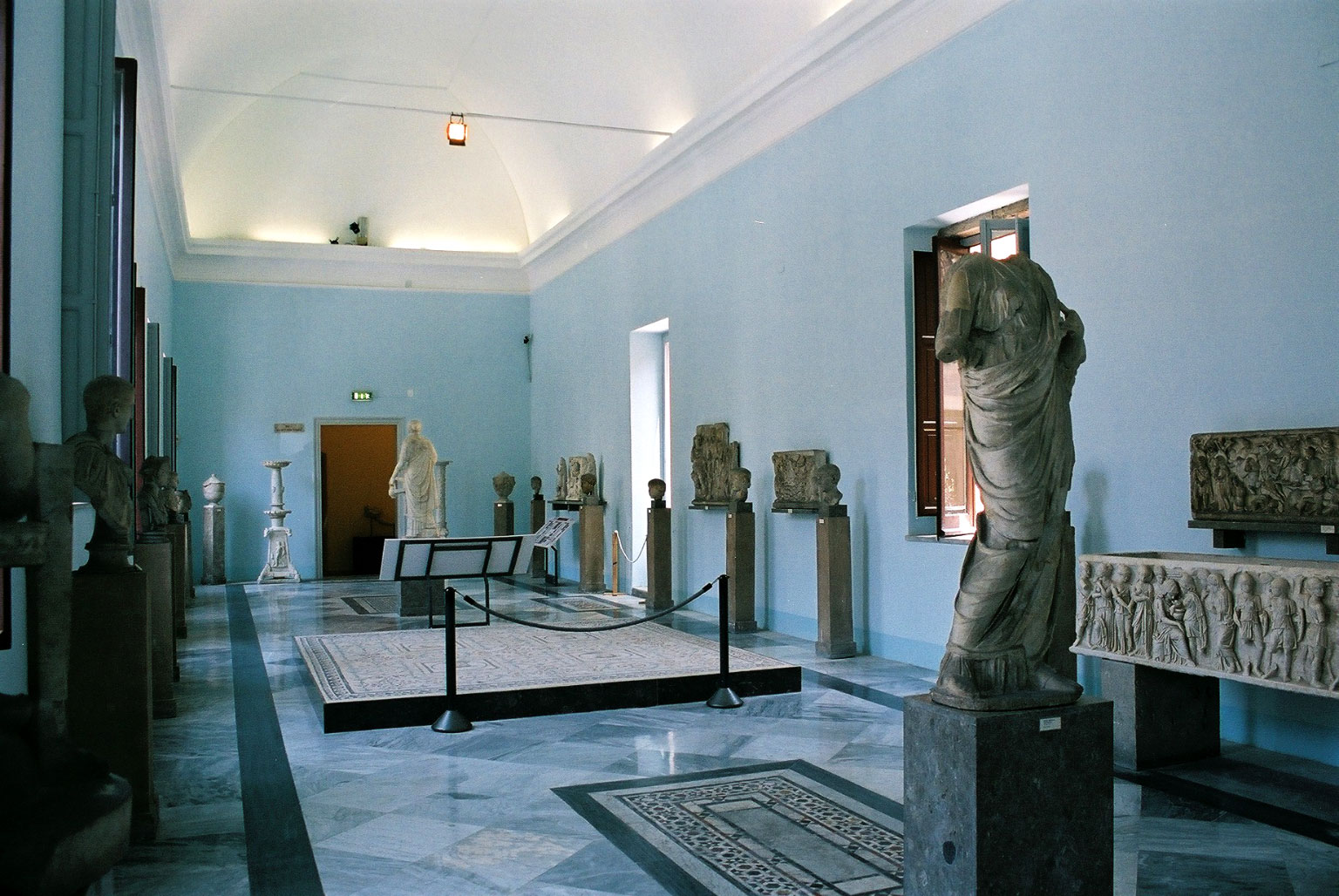
Регіональний археологічний музей Антоніо Салінаса, експозиція
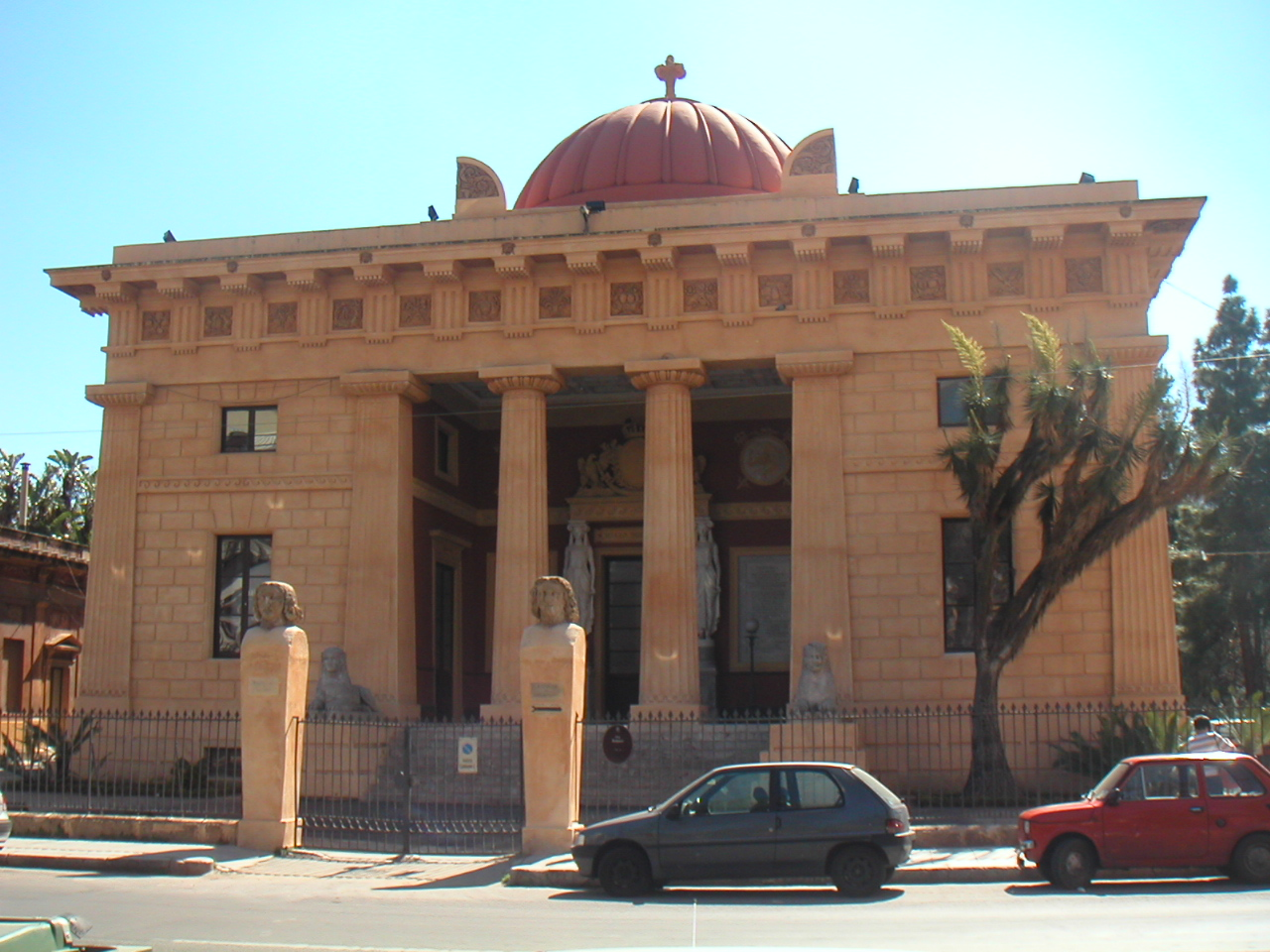
Ботанічний сад у Палермо
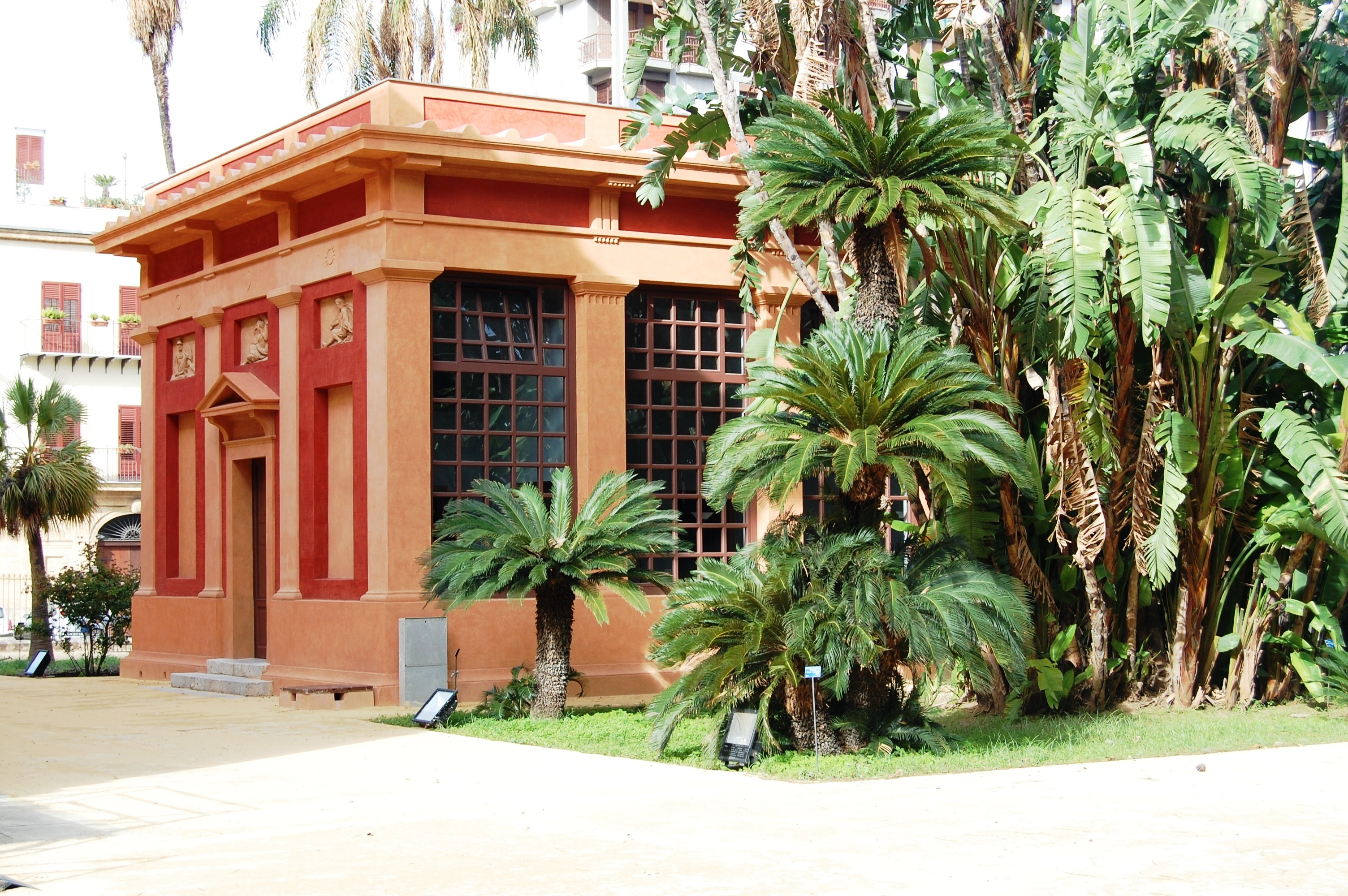
Павільйон у Ботанічному саду
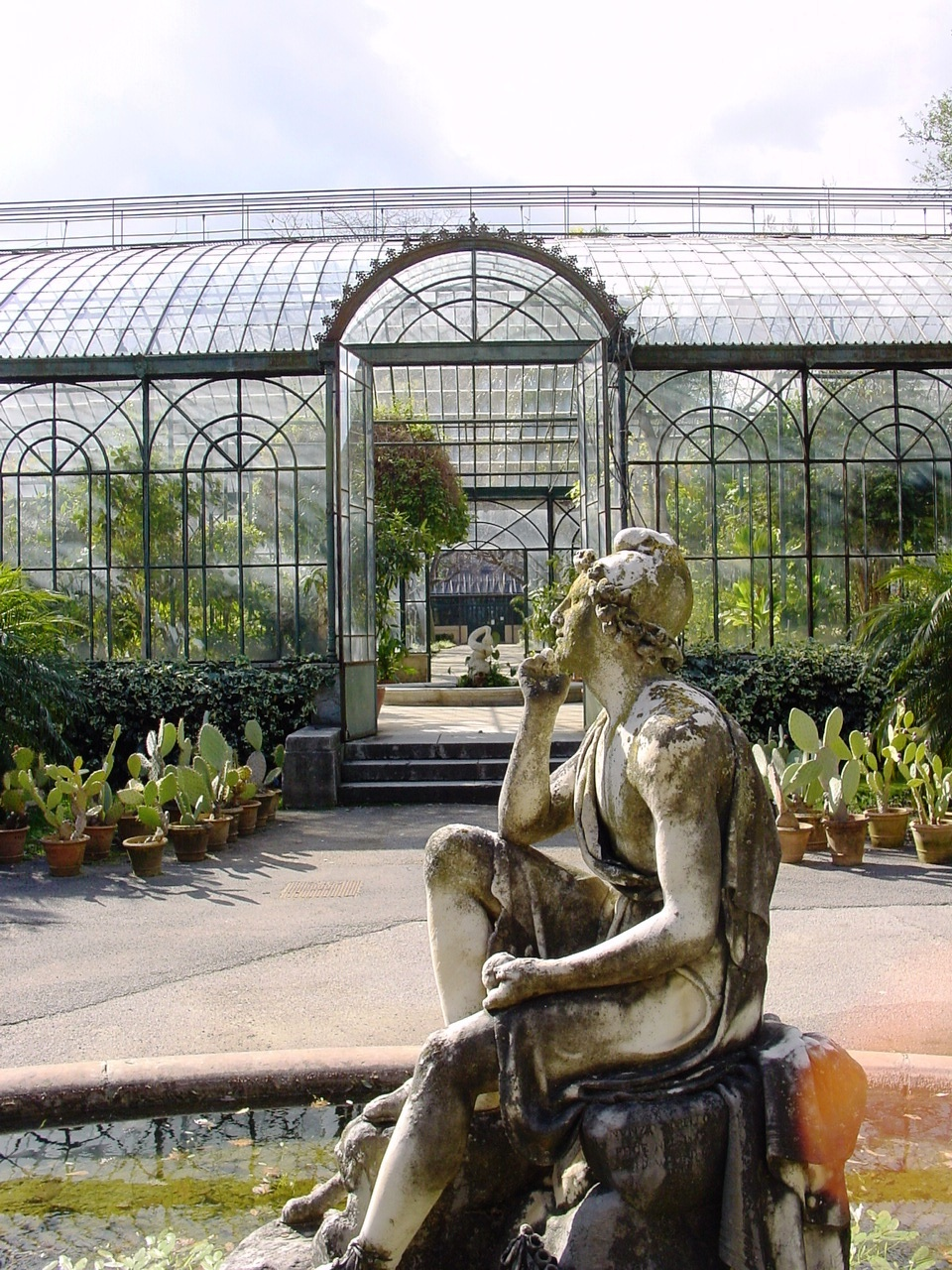
Ботанічний сад, оранжереї
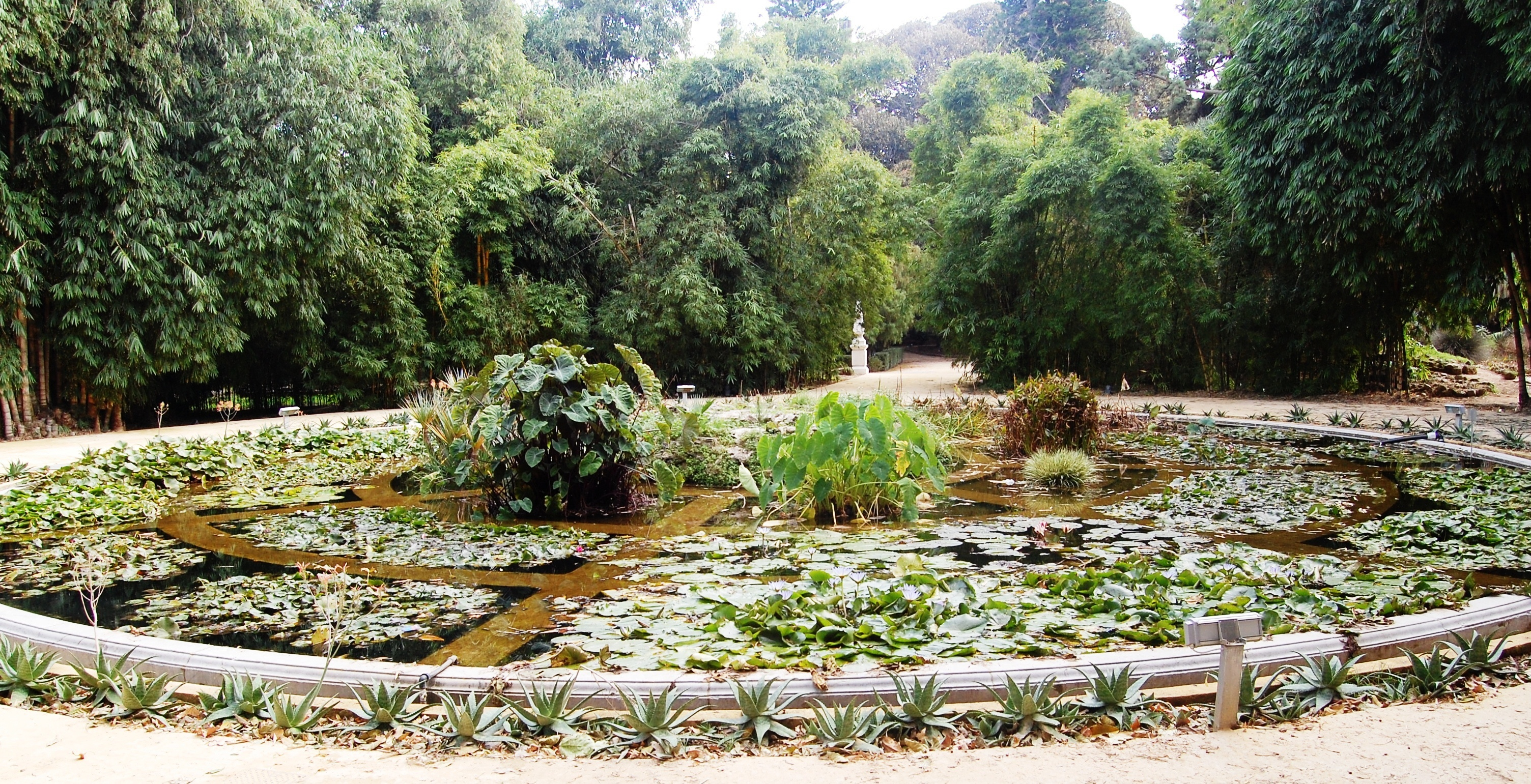
Ботанічний сад, клумби
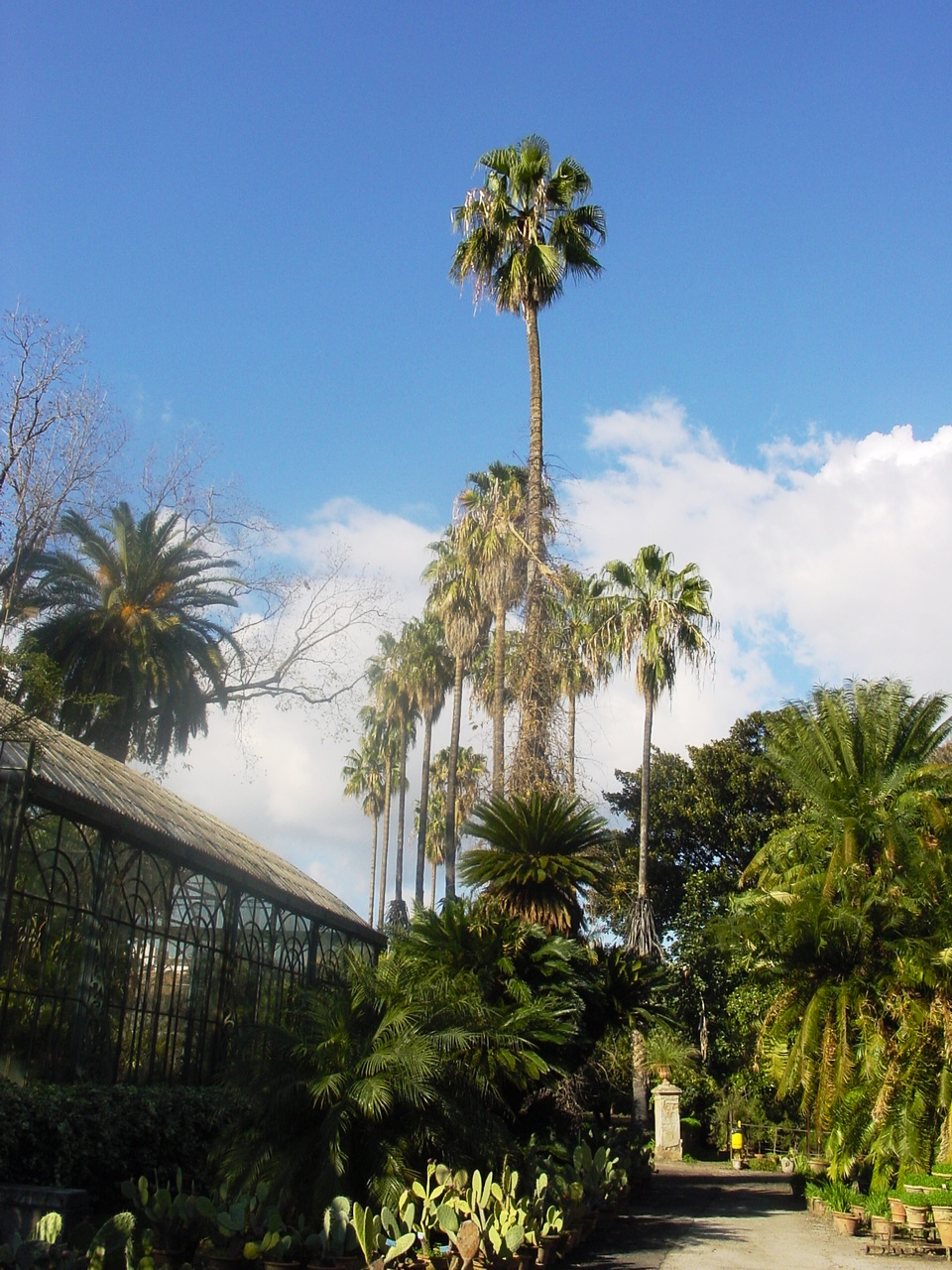
Ботанічний сад, пальми
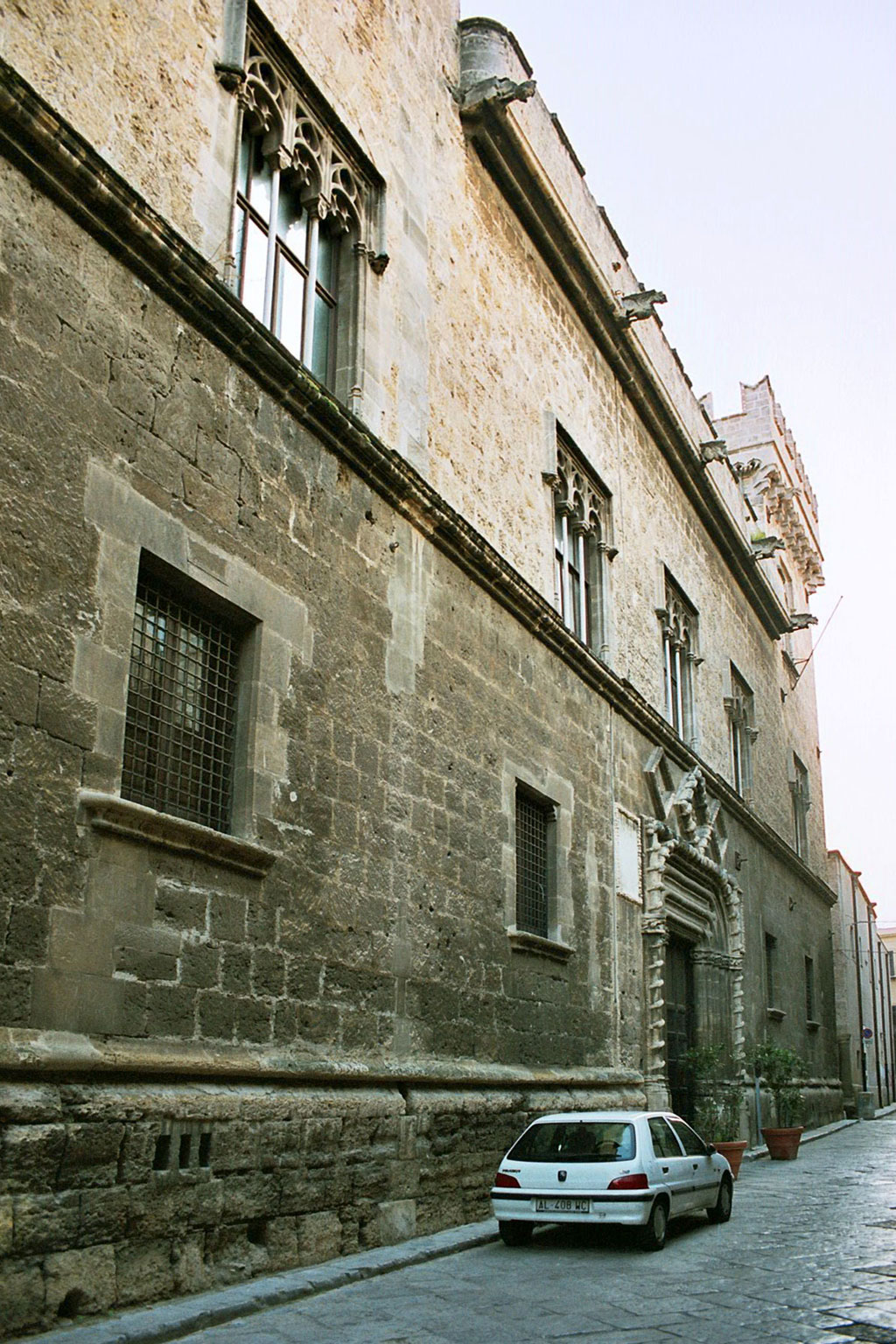
Палац Абателліс
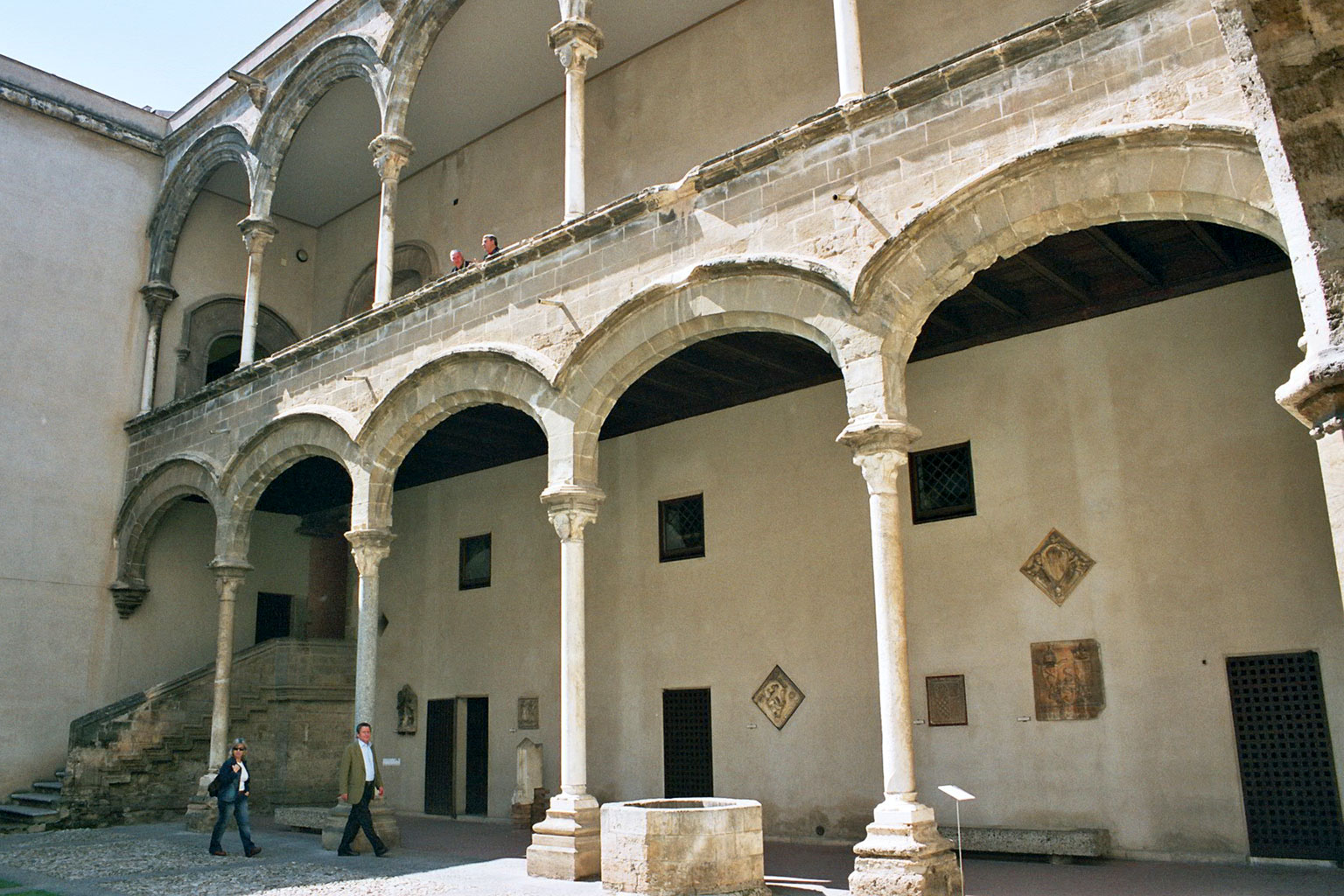
Палац Абателліс, внутрішній дворик
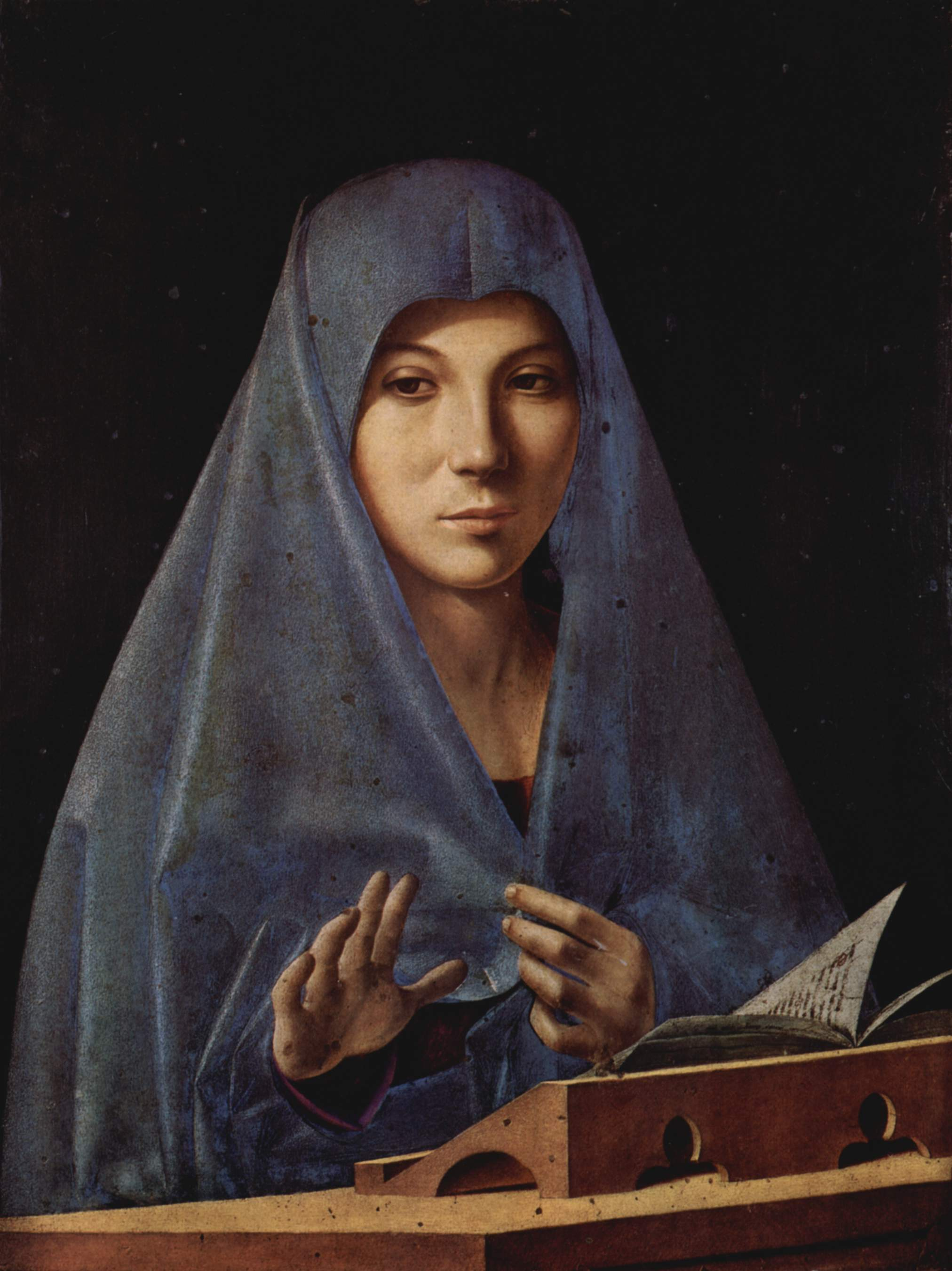
Худ. Антонелло да Мессіна. Мадонна зі сцени «Благовіщення»
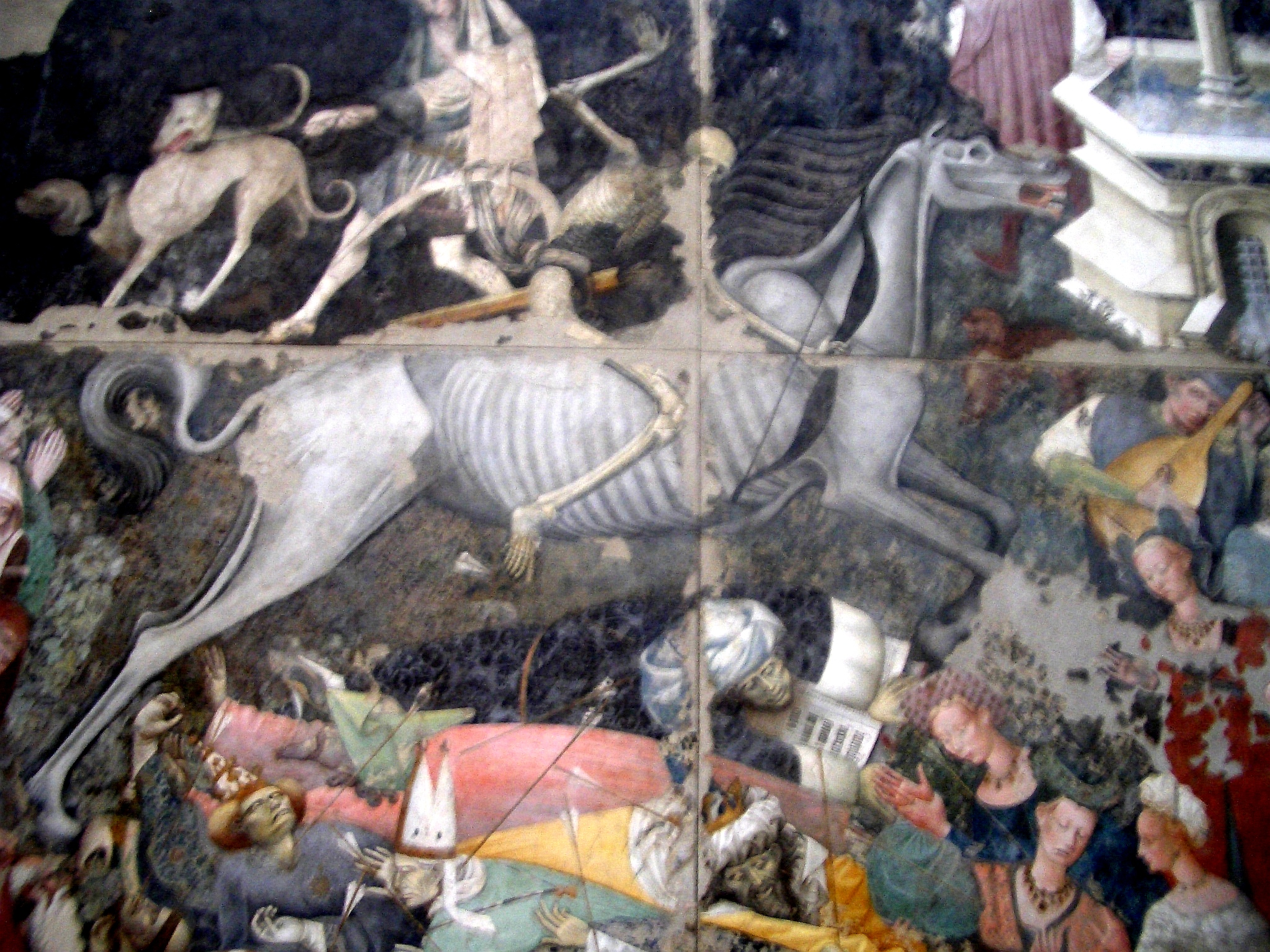
Картина «Тріумф смерті», Палац Абателліс
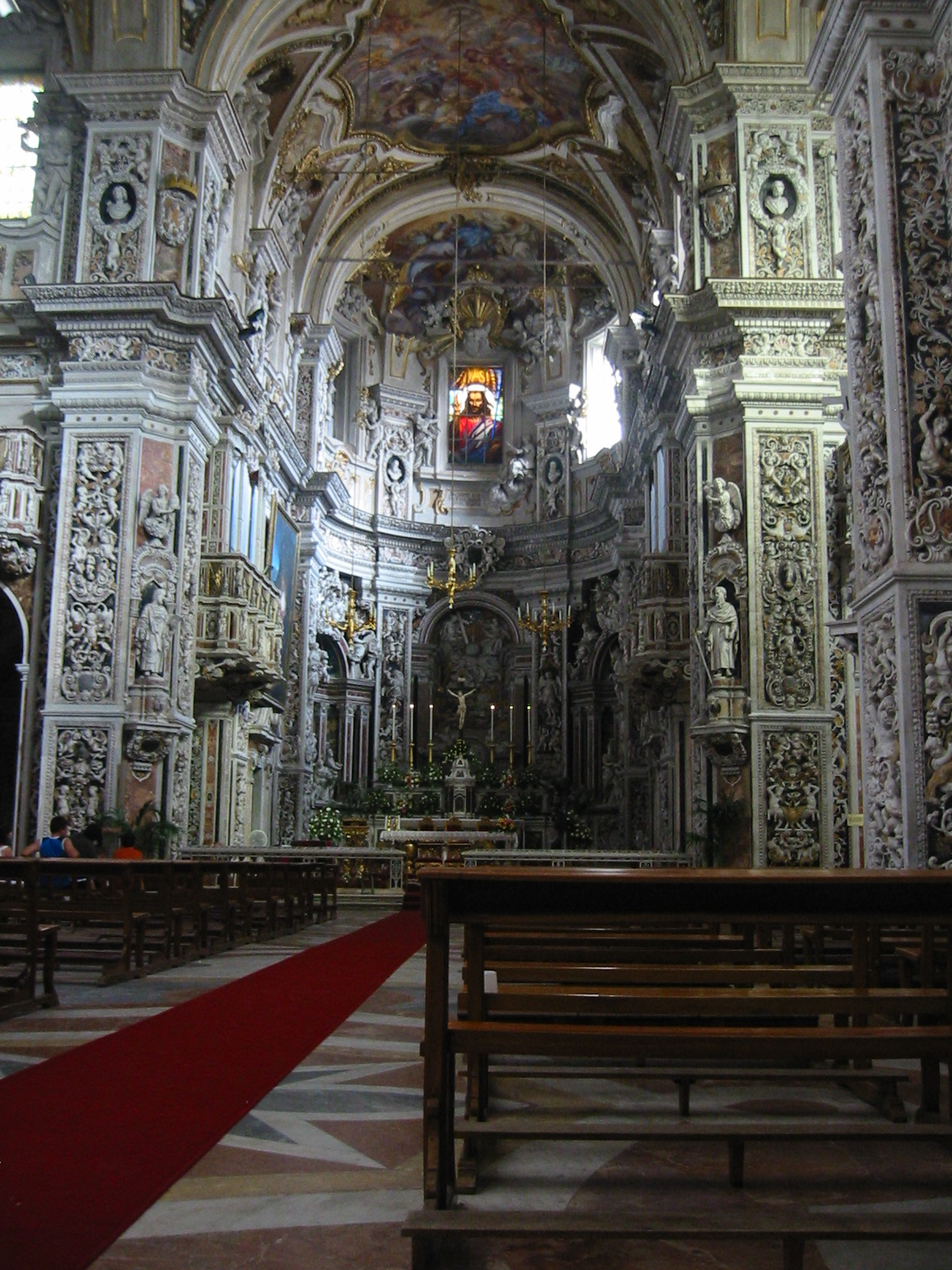
Церква єзуїтів (Палермо)
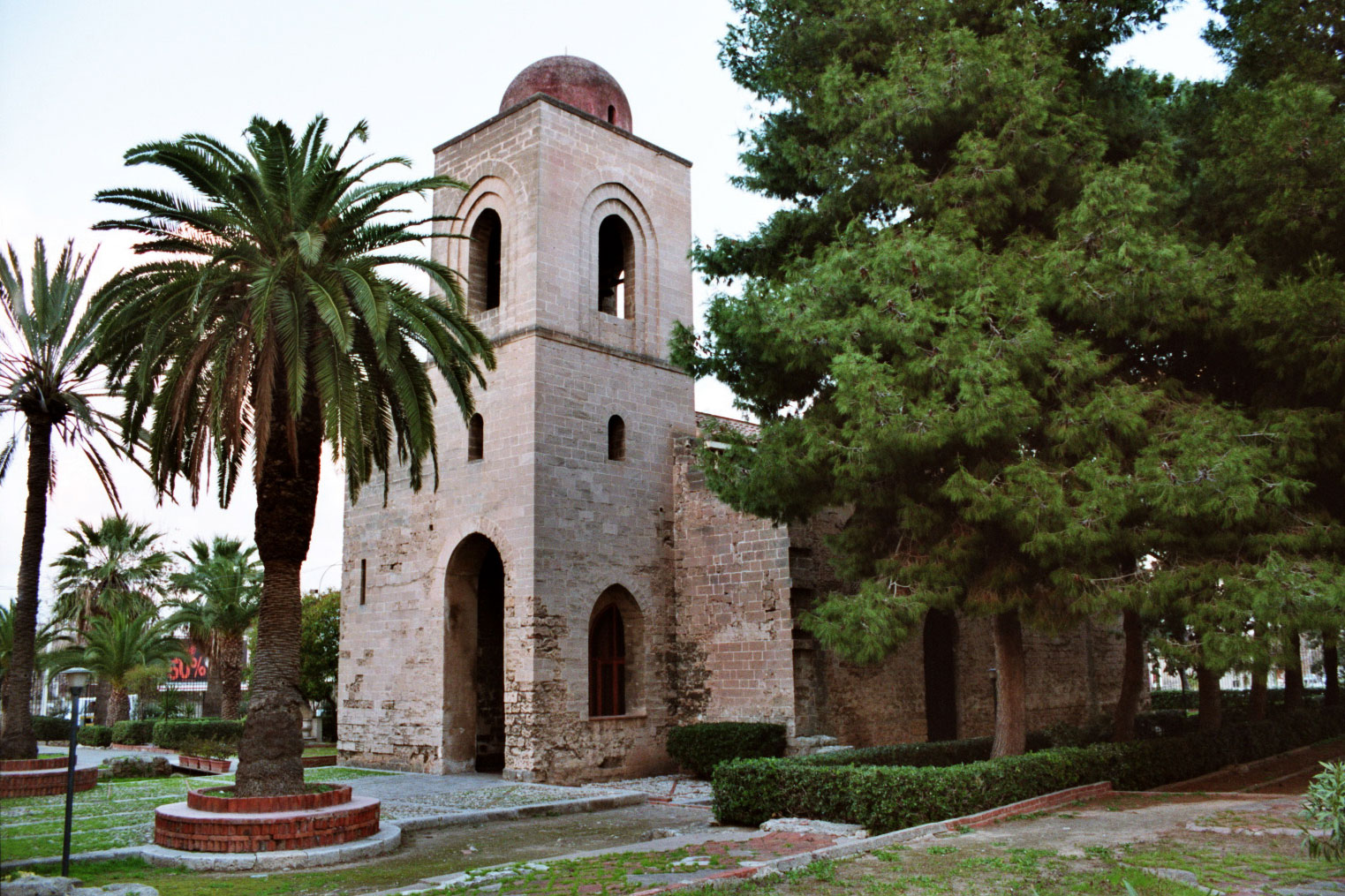
Церква Сан Джованні деї Лібброзі

## Уродженці
- Абдаллах аль-Кальбі (д/н–989) — 6-й емір Сицилійського емірату в 985—989 роках
- Ахмад II аль-Акхал (д/н–1037) — 9-й емір Сицилійського емірату в 1019—1036 роках
- Франческо Аббадесса (1869—1954) — італійський шахіст і проблеміст
- Франко Манніно (1924—2005) — італійський композитор, диригент, піаніст, оперний режисер і драматург
- Сальваторе Шарріно (* 1947) — італійський композитор
- Алессандро Парізі (* 1977) — колишній італійський футболіст, захисник.